# Intervenția Armatei României în Bucovina în 1918
Intervenția Armatei României în Bucovina în 1918 a reprezentat o acțiune a trupelor Regatului României desfășurată în sprijinul Consiliului Național Român al Bucovinei, la cererea conducătorului acestuia, Iancu Flondor și cu acordul guvernului de atunci al României. Intervenția, în care au fost implicate unitățile Diviziei 8 Infanterie române, a vizat securizarea militară și menținerea unității teritoriale a Ducatului Bucovinei, care, urma să intre în componența teritorială a Regatului României. Acțiunea militară în cauză a survenit în contextul existenței unui interes direct al României privind problema în cauză, preexistent intrării țării în război, interes formalizat prin Tratatul de alianță dintre România și Antanta. 
Din punct de vedere politic, intervenția a fost parte a unui efort complex  al statului român de a asigura prin forță militară noile provincii pe care urma să le dobândească, de a obține recunoașterea internațională a frontierelor la Conferința de Pace de la Paris și de a preveni simultan tulburările revoluționare, care, se prefigurau pe plan intern.
Într-o primă instanță, în contextul în care a debutat procesul de disoluția al Austro-Ungariei în 1918, disensiunile referitoare la viitorul provinciei respective dintre reprezentanții politici ai comunităților bucovinene română (susținătoare a integrității teritoriale) și ucraineană (susținătoare a partajării teritoriale pe baze etnice) au provocat un conflict politic, finalizat la 6 noiembrie 1918 printr-o tentativă de partajare pe baze etnice a fostului ducat din componența Cisleithaniei, mediată de către ultimul guvernator austriac al acestuia, Josef Etzdorf. Această situație temporară, al cărui fond l-a reprezentat existența concretă a unei comunități ucrainene în mase compacte, situate în nordul și nord-vestul teritoriului aflat în litigiu, a survenit ca urmare a implicării militarilor ucraineni în sprijinul unei soluții, prin care, nordul și nord-vestul Bucovinei ar fi urmat să intre în componența Republicii Populare a Ucrainei Occidentale.
În a doua etapă, trupe române de infanterie și cavalerie, sprijinite de jandarmi și grăniceri au intrat în Bucovina la 24 octombrie/6 noiembrie 1918, la ordinul prim-ministrului Alexandru Marghiloman, cu patru zile anterior reintrării României Marele Război și au avansat pe trei coloane spre Cernăuți, unde au ajuns la 27 octombrie/11 noiembrie 1918. Beneficiind de suportul trupelor române, Consiliul Național Român a preluat puterea efectivă în Bucovina în aceeași zi, iar la 15/28 noiembrie 1918, Congresul General al Bucovinei, boicotat de reprezentanții Radei Ucrainene⁠(d), a decis unirea Bucovinei cu România.
A urmat securizarea militară a întregului teritoriul al provinciei, concomitent cu aceasta fiind instituită o administrație militară (desființată ulterior) care, a colaborat cu cea civilă la pacificarea teritoriului (amenințat de existența unei mari cantități de arme în mâinile locuitorilor și de grupurile de militari răzleți ucraineni sau foști austro-ungari) și respectiv la restabilirea ordinii civile și a economiei (afectate de tulburările care au însoțit dezagregarea monarhiei habsburgice). De asemenea, concomitent cu inițierea organizării unei jandarmerii care să înlocuiască vechea jandarmerie austriacă, armata a realizat în luna decembrie 1918 un dispozitiv de apărare, care, a vizat eventualitatea unui atac din partea forțelor militare ucrainene din Galiția.
În luna ianuarie 1919, trupele Diviziei 8 Infanterie din Bucovina au intervenit în perioada Revoltei de la Hotin în sprijinul Diviziei 1 Cavalerie, iar din aprilie 1919 au început să mobilizeze forțele proprii la granița vestică a Republicii Populare a Ucrainei Occidentale, în vederea pregătirilor necesare unei noi intervenții militare, de această dată în Pocuția, care, a debutat în dimineața zilei de 24 mai 1919.
Nerezolvată a rămas problema echilibrului etnic dintre români și ucraineni, în Bucovina, existent anterior în cadrul Austro-Ungariei și compromis de lipsa ulterioară a unei soluții, agreată de ambele etnii din fostul ducat. În acest context ucrainenii bucovineni, înglobați între granițele statului român, dar caracterizați de o puternică identitate națională, au respins integrarea în viața României Mari.

## Contextul

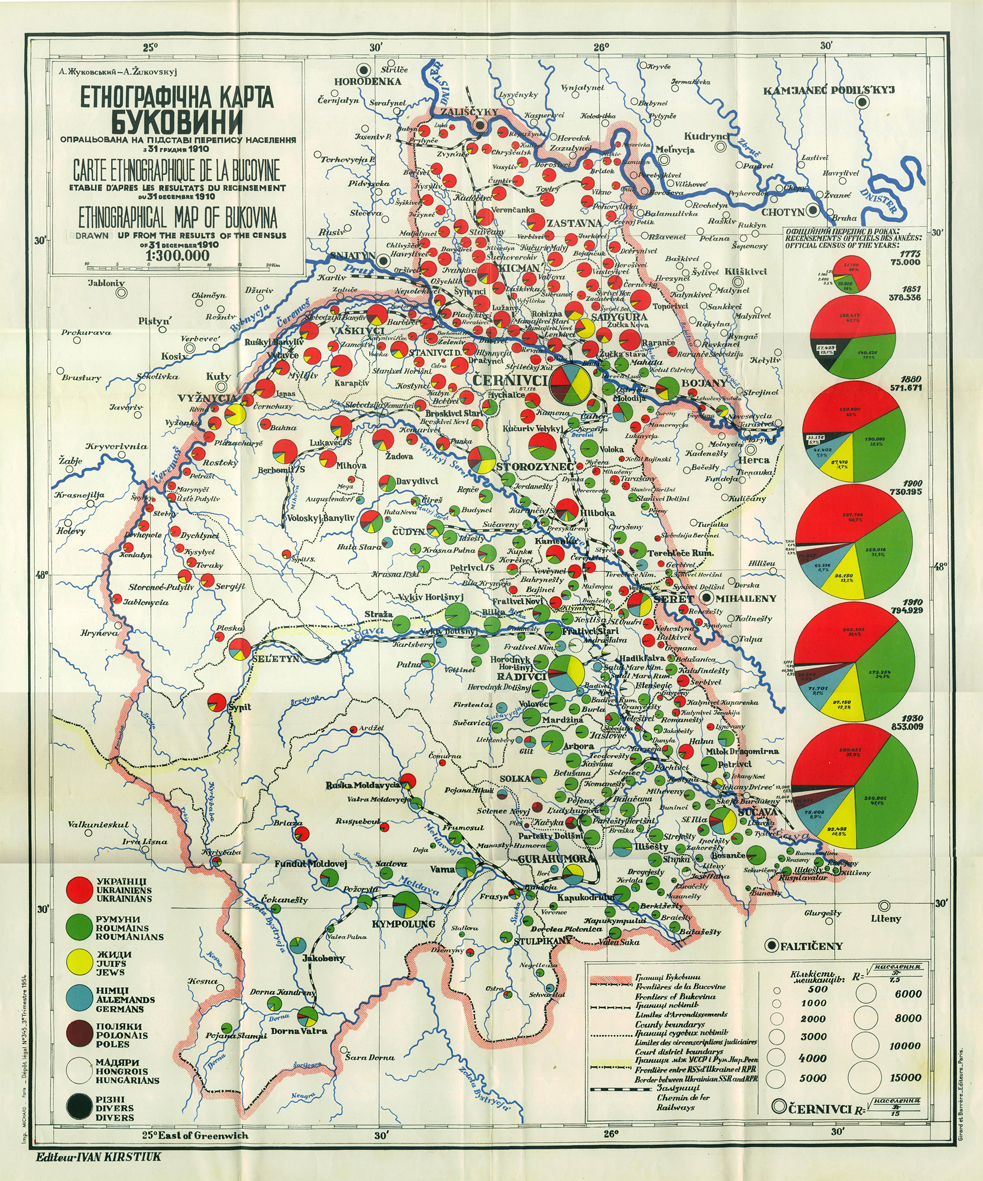
Harta etnică a Bucovinei în 1910

În Bucovina istorică, în 1918 procentul membrilor comunităților alogene era unul semnificativ, de  52% - 55% conform unor surse diferite, populațiila de acest tip depășind-o pe cea românească autohtonă.

### Poziția României în timpul războiului

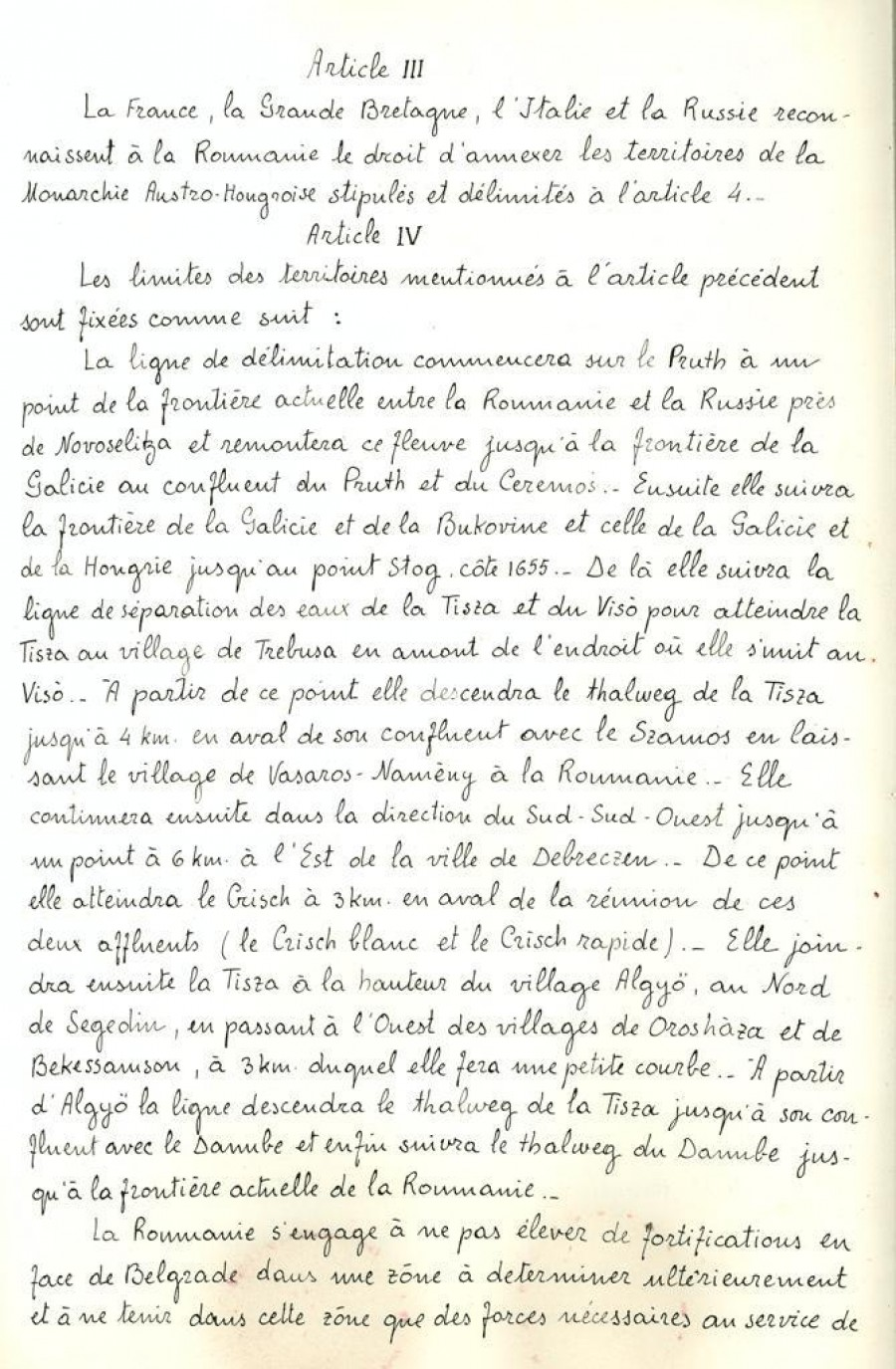
A doua pagină a Tratatului politic de alianță dintre România și Antanta.

În anul 1915, au început discuții între România și Austro-Ungaria privitoare la eventuale concesii teritoriale din partea Austro-Ungariei. S-au conturat trei posibile opțiuni, două dintre ele prevăzând ca limita nordică a teritoriului cedabil să fie cea a râului Suceava, până la hotarul bezirkului Suceava și una dintre ele Siretul, ca viitoare graniță, până la hotarul cu bezirkul Vijnița.
Pentru mai multe detalii, vedeți Memoriu privitor la fruntariile Bucovinei#Scenarii austriece.
Prin Tratatul de alianță dintre România și Antanta, prin care, România s-a angajat să intre Primul Război Mondial, au fost stipulate teritoriile pe care România urma să le obțină de la Austro-Ungaria, conform unei linii de demarcație descrisă în articolul IV.
Linia de delimitare a teritoriului bucovinean care, ar fi urmat să intre astfel în componența Regatului României, urma să înceapă de la Prut din dreptul frontierei dintre România și Imperiul Rus, din zona aflată lângă Noua Suliță (rusă Novoselița, germană Nowosielitza, în poloneză Nowosielica). De aici spre vest, urma să fie de-a lungul Prutului până la confluența sa cu Ceremușul (poloneză Czeremosz, germană Tscheremosch) și mai departe de-a lungul graniței dintre Bucovina și Galiția.

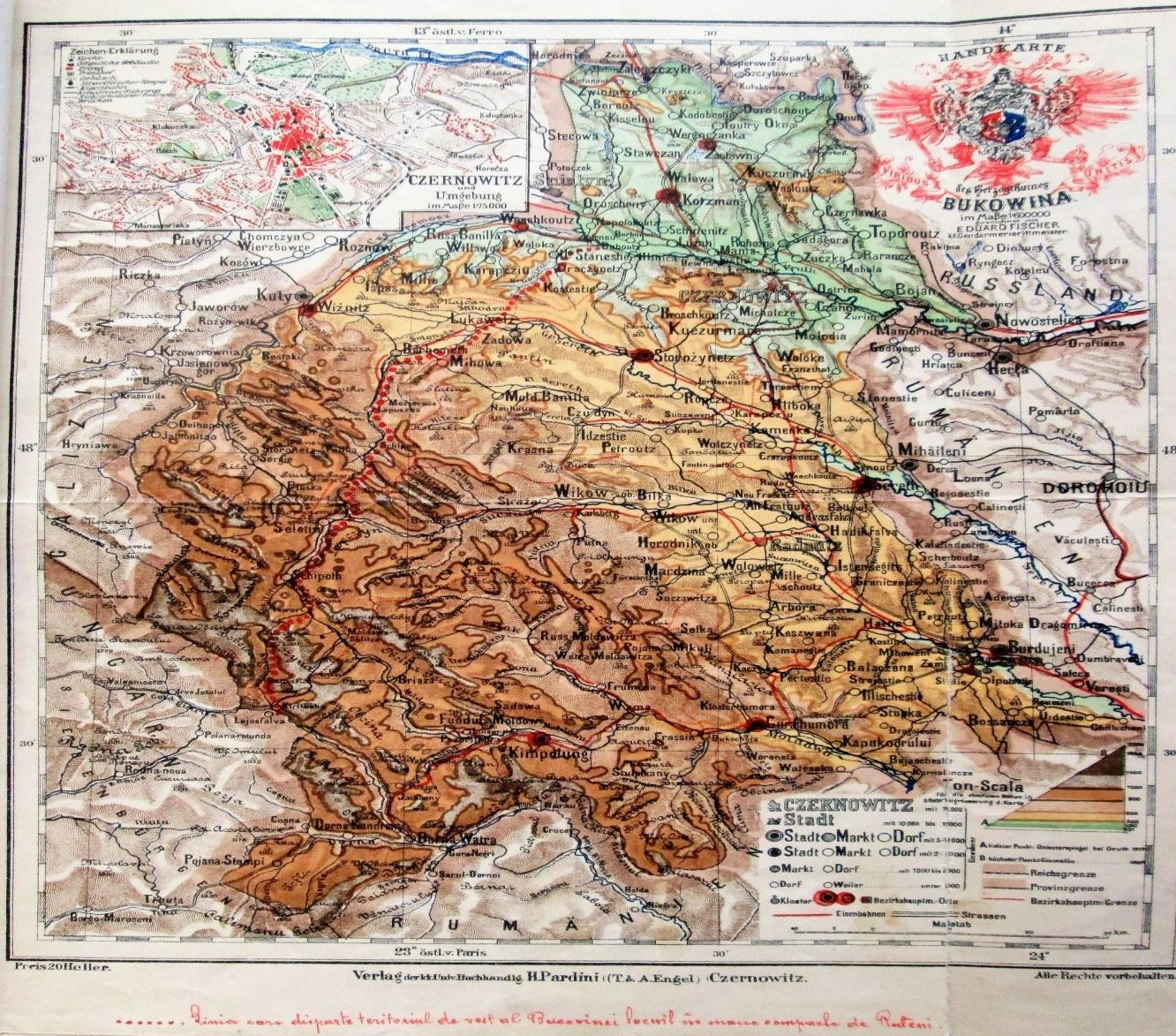
Hartă din 1896 a Bucovinei adnotată de Iancu Flondor în 1915, arătând propunerile sale de partajare a Bucovinei.

Potrivit însă Păcii de la București din 1918, teritoriul Bucovinei austriece ar fi urmat să încorporeze o porțiune din Ținutul Hotin și porțiuni aparținând Regatului României  din Ținutul Herța și din zona Dornei. Pe de altă parte, în ultima parte a războiului, prim-ministrul român, Alexandru Marghiloman, a intrat în negocieri cu atașatul diplomatic austro-ungar de la București, pentru ocuparea militară a Bucovinei și Ardealului.

### Situația din Bucovina
Pentru mai multe detalii, vedeți Unirea Bucovinei cu România.
| “                                                                                  | Prin ocuparea Bucovinei de către legiunile ucrainene nu faceți altceva decât să chemați pătrunderea românilor și mărșăluirea acestora în Bucovina. Ori dovedește guvernul că posedă rațiune și cap, pentru a înlocui legiunile ucrainene printr-un corp de armată austro-ungară neutră, ori ajungem la dezastru. | ” |
| — Gheorghe Grigorovici în ședința din 22 octombrie 1918 a Camerei Reprezentanților | |   |

În ultima jumătate a anului 1918, disensiunile dintre români și ucraineni în ce privește Bucovina (a cărei parte de nord-vest era locuită în mod majoritar absolut de ucraineni, în proporție de 55 % din populație) au provocat un conflict politic, manifestat între reprezentanții politici ai celor două comunități. Astfel, la 18 octombrie 1918, s-a întrunit la Liov (germană Lemberg, poloneză Lwów) o constituantă ucraineană formată din delegații ucraineni în Parlamentul austriac și în dietele din Galiția și din Bucovina, precum și din reprezentanți ai  partidelor  politice. Această constituantă a dat proclamație privitoare la înființarea unui stat ucrainean în Galiția Orientală, nord-vestul Bucovinei și Transcarpatia la 19 octombrie 1919, în calitate de Radă Ucraineană⁠(d) și a stabilit formarea la Liov și Cernăuți a două delegații, care, să  pregătească crearea statului ucrainean și să negocieze acest lucru cu autoritățile vieneze. Conflictul a continuat în Parlamentul austriac, unde la 22 octombrie a avut loc o dispută între deputații români și cei ucraineni.
În contextul noii situații militare regionale din lunile octombrie și noiembrie 1918, în Bucovina s-au înregistrat în această perioadă acțiuni distincte:
- autorități, militari și membrii ai populației ucrainene [din Bucovina] au acționat pentru preluarea conducerii în teritoriu, intenționând să guverneze în partea de nord,[14] formată din Cernăuți, bezirkurile Zastavna (germană Zastawna), Coțmani (germană Kitzman), Vășcăuți (germană Waschkoutz am Czeremosch) și Vijnița (germană Wiznitz) în  întregime și în localitățile cu  majoritate  ucraineană  din celelalte districte ale Bucovinei.[15]
- reprezentanții politici din Austro-Ungaria și ai administrației locale, ale românilor bucovineni, s-au întrunit la 14/27 octombrie 1918 la Cernăuți (germană Czernowitz, ucraineană Cernivți, poloneză Czerniowce), într-o Adunare Constituantă care, a declarat că hotărăște ca Bucovina să se unească cu România,[16] respingând ideea de divizare a provinciei.[17]
- a avut loc disoluția unităților militare austro-ungare, ostașii acestora părăsindu-le în dezordine și provocând panică în populație[14]

Presat militar în luna noiembrie 1918 de către militarii ucraineni, ultimul guvernator austriac, contele Josef Ezdorf a fost convins să predea puterea Radei care unea forțele politice ucrainene locale și Consiliului Național Român. În contextul în care, organismul național român a refuzat orice compromis cu partea ucraineană, guvernatorul s-a orientat către autointitulatul „comisar al Moldovei de Sus”, Aurel Onciul și  a „împărțit” nordul fostului ducat, Radei ucrainene și lui Aurel Onciul sudul.
Pentru mai multe detalii, vedeți Lovitura de stat din Ducatul Bucovinei din 6 noiembrie 1918.

#### Poziția românilor bucovineni

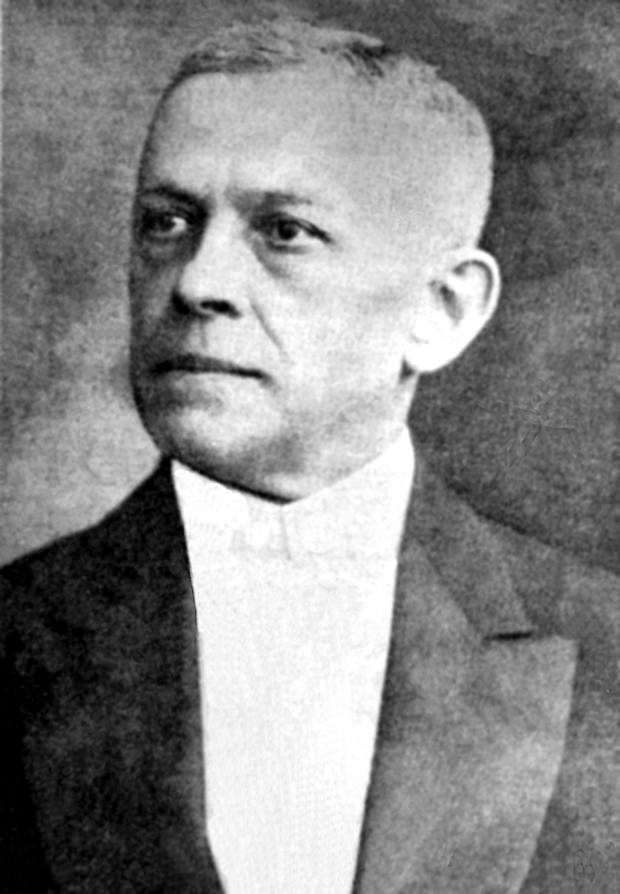
În calitatea sa de conducător al Comitetului Executiv mandatat de Consiliul Național Român, Iancu Flondor a solicitat intervenția armată a Regatului României.

Însărcinat de către Consiliul Național Român să fie în fruntea Comitetului Executiv care, trebuia să guverneze Bucovina, Iancu Flondor a intervenit pe lângă Guvernul României, aflat la Iași, cerând intervenția armată a Regatului. Spre capitala de război a României au pornit astfel atât Vasile Bodnărescu, în calitate de delegat al Consiliului Național Român, cât și autoproclamatul reprezentant al Românilor, Aurel Onciul, în calitate de delegat asociat ucrainenilor. În timp ce Bodnărescu a fost primit atât de Marghiloman, inițial, cât și de noul guvern al generalului Coandă, ulterior, Onciul a fost reținut de autoritățile militare de la Iași, dat fiind că a susținut ideea cedării unei părți importante a teritoriului bucovinean, ucrainenilor.
Inițial Bodnărescu, trimis la 20 octombrie/2 noiembrie cu împuternicirea sa și având în sprijin textul Rezoluției Constituantei Bucovinei din 14/27 octombrie, s-a întors la data de 23 octombrie/5 noiembrie 1918, la Flondor, doar cu promisiunea prim-ministrului Alexandru Marghiloman (pe care-l întâlnise la 22 octombrie/4 noiembrie) de a oferi arme pentru formarea unor gărzi naționale. Retrimis tot pe 23 octombrie/5 noiembrie la Iași, după ce fusese împuternicit în prealabil să solicite intrarea  armatei române în  Bucovina, printr-o telegramă (trimisă de Flondor cumnatului său Sever Zotta, care, era directorul Arhivelor Statului din Iași), acesta a revenit în capitala de război a României la 24 octombrie/6 noiembrie, pentru a fi primit a doua zi mai întâi de noul ministru de interne, generalul  Arthur Văitoianu și mai apoi de plenul noului Consiliu de Miniștri.
La rândul său, Aurel Onciul s-a îndreptat spre Burdujeni, unde a ajuns în dimineața zilei de 26 octombrie/8 noiembrie și a încercat să-l facă pe generalul Zadik să nu se îndrepte spre Cernăuți. Trimis de Zadik, la Iași, Onciul a fost întâmpinat cu huiduieli și pietre în gara orașului, de refugiații români. Reținerea sa, de către autorități, s-a produs după ce acesta a prezentat guvernului român, un memoriu prin care și-a susținut opinia referitoare la cedarea parțială de teritoriu.
În aceeași zi în care Aurel Onciul a ajuns la Burdujeni, granița a fost trecută și de Dr. Octavian Gheorghian împreună cu sublocotenentul Aurel Popescu, pe la Adâncata,  pe sub nasul soldaților ucraineni, „în mare viteză cu un automobil la fereastra căruia agita un steag bicolor galben-albastru”, cu scopul de a înmâna aceluiași general Zadik, de această dată solicitarea Consiliului Național Român din Cernăuți.
| Adresa Președintelui Consiliului Național Român din Bucovina către generalul Iacob Zadic [Sic!] |
| --- |
| Domnule General, În numele Consiliului Național vă comunicăm următoarele: În ziua de 6 noiembrie [s.n. n.n.] au pus rutenii, cu forța, mâna pe guvernul țării. În urmă, s-a dezlănțuit pretutindeni o anarhie, s-au format bande cu caracter bolșevist, amenințând libertatea, averea și viața locuitorilor acestei nefericite țări. Primim știri aproape din toată țara, mai ales din nordul Bucovinei, de volnicii brutale cu daune ireparabile. Toate prăzile se cară în Galiția. E de neapărată trebuință a stabili, cu forța armată, pacea în țară. Fiecare moment de întârziere aduce enorme pagube ireparabile pentru țară și dificultăți pentru armată. Vă rugăm cu toată insistența sa ocupați fără întârziere toată țara, în primul rând capitala Cernăuți, pe drumul cel mai scurt. Aici se vor lua, apoi, toate măsurile necesare. Forța contrariilor e de tot neînsemnată, cel mult 86 înarmați cu 2 mitraliere, legiunea ucrainenilor afară de bande. Credem că va ajunge pe deplin pentru moment o armată de 10.000 oameni. Mai adăugăm că Consiliul Național este amenințat și în libertatea lui, de contrarii (adversarul președintelui singur a fost nevoit sa se retragă într-un loc sigur). Daca nu vă hotărâți imediat, nu putem răspunde pentru gravele urmări care fără îndoială, se vor resimți de neamul întreg. Președintele Consiliului Național dr. Iancu Flondor |

Sub conducerea sublocotenentul austriac rezervist Traian Roșu, o delegația din Câmpulung Moldovenesc (germană Kimpolung), în ziua de 22 octombrie/4 noiembrie noaptea târziu, a trecut de pichetul grănicerilor români din Cornu Luncii spre Fălticeni, într-un camion militar reparat, pentru a cere ca Armata României să intervină la Câmpulung. A doua zi la ora 10, delegația a ajuns la generalul Constantin Neculcea, care, a promis să transmită solicitarea Guvernului Marghiloman. Tot la 22 octombrie/4 noiembrie s-a prezentat generalului Zadik locotenent-colonelul  Aurel Maniu, medic șef  al  Serviciului  Sanitar al Comandamentului  Militar al  Basarabiei,  cu  sediul  la Lipcani. După ce acesta a oferit informații asupra efectivelor militare și asupra spitalelor militare din zonă, a plecat la Cernăuți, unde a format gărzi militare, cu care, a apărat în timpul dezordinilor din oraș cele trei spitale militare austriece existente.
La 23 octombrie/ 5 noiembrie 1918, constatând că frontiera de la Ițcani (germană Itzkany) nu era păzită și că jandarmii austrieci nu erau capabili să mențină ordinea în Suceava (germană Suczawa), în aceeași zi comandantul Companiei a 5-a de Grăniceri din Burdujeni, maiorul Anton Ionescu, a raportat situația telefonic generalului Iacob Zadik și la 7 seara și a solicitat autorizarea să intre Suceava. Tot la aceeași oră, primarul sucevean, Eusebie Popovici, a primit telefonic din partea prefectului județului Botoșani, Vizanty, informația precum că a doua zi trupele române urmau să intre în Bucovina.
La 24 octombrie/6 noiembrie, prin intermediul comandantului Regimentului 69 Infanterie din Dorohoi, colonelul Gheorghiu, Primăria orașului Rădăuți (germană Radautz, poloneză Radowce, ucraineană Radiwzi) a trimis un apel prim-ministrului român, aflat la Iași, ca trupele române să vină în ajutor.

#### Poziția ucrainenilor bucovineni

Disputa teritorială în Bucovina în 1918.

La 3 noiembrie 1918, la Cernăuți, ucrainenii au convocat o Adunare Națională la sugestia Radei din Liov (Lemberg), proclamând nordul Bucovinei teritoriu ucrainean și ridicând pretenții și asupra unor sate din districtele Câmpulung (în germană Kimpolung) și Suceava (în germană Suczawa). În mod practic, ucrainenii au optat pentru partajarea Bucovinei pe criteriul etnic. Astfel bezirkurile Zastavna (în germană Zastawna), Coțmani (în germană Kotzman, în ruteană Kicmań), Vașcăuți (în germană Waschkoutz am Czeremosch, în ruteană Waszkiwci nad Czeremoszem), Vijnița (în germană Wiznitz, în ruteană Wyżnycia), Cernăuți (în germană Czernowitz, în ruteană Czerniwci), Siret (în germană Sereth, în ruteană Seret) și unele localități din Storojineț (în germană Storozynetz, în ruteană Storożynec), Rădăuți (în germană Radautz, în ruteană Radiwci), Suceava și Câmpulung urmau să devină teritorii național-ucrainene, în baza faptului că aveau majorități ucrainene. Consiliul Național Ucrainean urma să preia puterea asupra respectivelor teritorii.  Ca atare, a izbucnit un conflict între Rada Ucraineană din Liov și Consiliul Național Român din Bucovina, care, urmărea punerea  în practică a hotărârilor Constituantei din 27 octombrie 1918, prin care, se urmărea unirea Bucovinei cu România.
Tulburările care au însoțit dezagregarea treptată a monarhiei habsburgice au căpătat accente dramatice în Cernăuți, unde soldații ucraineni staționați aici s-au răsculat, iar Cernăuțiul a cunoscut între 20 octombrie/2 noiembrie și 21 octombrie/3 noiembrie 1918, datorită destrămării regimentelor 41 Infanterie și 22 Vânători, „o zi de groază și o noapte de coșmar”. Astfel la 2 noiembrie 1918, în contextul în care autoritățile austriece pierduseră controlul situației, militarii Legiunii Ucrainene au ocupat cazărmile orașului. În noaptea care a urmat, ucrainenii nu au mai ascultat însă de ordinele propriilor ofițeri, au părăsit cazărmile și au devastat magazinele, înregistrându-se în rândul civililor 30 de răniți grav și un deces. Deși fuseseră chemați la Liov (Lemberg) pentru a lupta împotriva polonezilor, soldații Legiunii Urainene au refuzat îmbarcarea în vagoanele puse la dispoziție de Josef Ezdorf, guvernatorul Bucovinei. De abia acțiunea personală și influența comandantului lor, arhiducele Wilhelm, care, s-a deplasat în cursul nopții de 2 spre 3 noiembrie la gară, deși era bolnav, a învins opoziția acestora și la 3 noiembrie, la ora 6 dimineața, trenul cu legionarii a plecat. O serie de dezertori și răufăcători a rămas însă în Cernăuți și conform raportului Dr. Josef Ezdorf, au constituit cauza a aceea ce a urmat.
La 5 noiembrie 1918, soldați ai Legiunii Ucrainene împreună cu dezertori și alți militari care nu mai ascultau de ordine au ocupat localul jandarmeriei, poșta și gara orașului. Spre deosebire de ucraineni însă, românii nu dispuneau pe moment de o forță militară, astfel că la 24 octombrie/6 noiembrie 1918, militarii ucraineni, beneficiind de sprijinul unei alte companii ucrainene de la Colomeea, (germană Kolomea, poloneză Kołomyja), au ocupat Palatul guvernamental, obligându-l pe contele Josef Ezdorf să predea administrația Bucovinei reprezentanților român și ucrainean, deputaților Aurel Onciul și Omelian Popowicz. Aceștia doi au semnat un acord comun privitor la împărțirea Bucovinei într-o parte nordică, ucraineană și una sudică, românească, Cernăuțiul urmând a fi guvernat în condominium până ce se va lua o hotărâre la Conferința de Pace.
În contextul stării de spirit care domnea printre militarii ucraineni, aceștia au devastat Palatul Național Român, depozitele de arme, munții și echipamente ale armatei austro-ungare din oraș, aici instaurându-se anarhia, după retragerea guvernatorului austriac. Fruntașii Consiliului Național Român din Bucovina au trebuit astfel să se refugieze în reședința Mitropoliei Bucovinei. Similar celor petrecute la Cernăuți, au avut loc dezordini și devastări și în celelalte orașe și comune bucovinene.
Conform opiniei lui Ion Filipciuc, efectivul soldaților ucraineni activi în perimetrul Cernăuțiului la momentul tulburărilor oraș, nu a trecut de 700. Acesta pune la îndoială însuși apartenența lor efectivă la Legiune, considerând că, în fapt aceștia nu au fost decât dezertori sau bolșevici ucraineni.
La 26 octombrie/8 noiembrie 1918, odată cu intrarea în Cernăuți a unei companii de bănățeni dezertată de sub steagul Monarhiei Austro-Ungare și comandată de ofițerul Ilie Lazăr (cu un efectiv de 180 de militari), în contextul în care, spre Cernăuți se îndreptau trupele Diviziei 8 Infanterie române, și având în vedere lipsa forțelor necesare rezistenței, conducerea ucraineană a început evacuarea. Trupele ucrainene s-au retras din oraș fără luptă, ultimele formațiuni ucrainene părăsind localitatea în noaptea de 9 spre 10 noiembrie pentru a se îndrepta spre Galiția, unde, se afla în desfășurare conflictul polono-ucrainean pentru stăpânirea provinciei și a capitalei acesteia, Lemberg (astăzi Liov). Luând legătura cu fruntașii Consiliului Național Român, Lazăr a înlăturat funcționarii austrieci de la primărie, poștă și telefoane, a destituit pe comandantul jandarmilor austrieci și a arborat tricolorul pe turla primăriei.

### Poziția Guvernului României

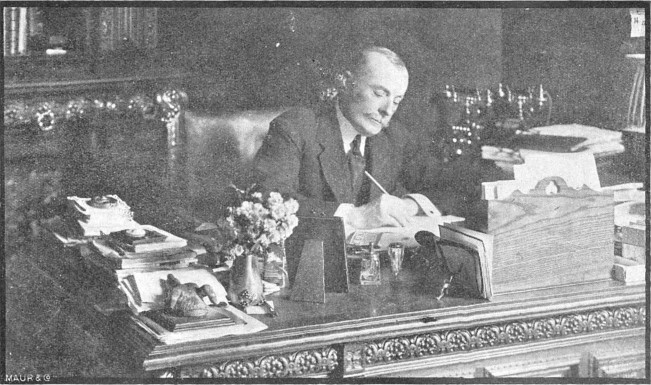
Prim-Ministrul Alexandru Marghiloman.

La 22 octombrie/4 noiembrie, Înaltul Comandament al Armatei Austro-Ungare a semnat Armistițiul de la Villa Giusti, iar pe 23 octombrie/5 noiembrie ministrul român al Afacerilor Externe, Constantin C. Arion, a telegrafiat de la București că trupele germane se pregăteau să plece. În aceeași zi, Marghiloman a primit aprobarea Regelui Ferdinand de a trimite în Bucovina Divizia 8 Infanterie și generalul Constantin Christescu a trimis, celor cinci comandanți de corpuri de armată, „Instrucțiuni secrete privind mobilizarea armatei”.
Tot în după-amiaza zilei de 23 octombrie/5 noiembrie 1918, a avut loc o conferință între Prim-Ministrul Alexandru Marghiloman, Ministrul de Război, generalul Hârjeu și șeful Marelui Stat Major al Armatei Regale Române, pentru a se stabili măsurile necesare ocupării Bucovinei. După-amiază la ora 16, a sosit „la Prezidenția Consiliului telegrama d-lui Iancu Flondor din Cernăuți, adresată agentului diplomatic al Bucovinei, d-l dr. Bodnărescu”, prin care Flondor, solicita intervenția militară a Armatei României.
| “                             | [Generalul Hârjeu] A ordonat Diviziei a 8-a să ocupe Bucovina, iar comandamentului Corpului IV Armată i-a dat instrucțiuni pentru a duce la îndeplinire măsurile luate, după ce vor căpăta înalta aprobare a Regelui. […] M.S. Regele e radios, aprobă toate dispozițiunile luate de primul ministru și de ministrul de Război pentru ocuparea Bucovinei și ordonă a li se da imediat curs. | ” |
| — Alexandru Marghiloman, 1918 | |   |

După ce a primit telegrama trimisă de Iancu Flondor, precum și apelurile telefonice care solicitau ajutor, venite din Suceava (Suczawa), Ițcani (Itzkany) și din Gura Humorului (germană Gura Humora), prim-ministrul Alexandru Marghiloman a dispus ca detașamente românești formate din jandarmi și din cavalerie să intre în acele localități, cu scopul de a proteja populația, ordinul de intrare ale trupelor române în Bucovina fiind dat de către generalul Constantin Hârjeu, ministru en titre al portofoliului Ministerului de Război, la acel moment. Un proiect de text (Nr. 858) a fost conceput de către Secretarul general al Ministerului Afacerilor Externe, Docan, pentru a folosi prim-ministrului Alexandru Marghiloman cu scopul de a fi înmânat lui George Head Barclay de la Legația Angliei și a face cunoscute, legaților Puterilor Aliate, atât solicitarea Consiliul Național Român de la Cernăuți pentru protecție militară, cât și ordinul dat de Guvernului României aflat la Iași, ca trupele române să intre în Bucovina. Textul, sub formă de scrisoare, a fost până la urmă remis, pentru orice eventualitate, reprezentantului Angliei..
În ziua de 24 octombrie/6 noiembrie, ministru plenipotențiar austriac la București, contele Demblin, a transmis Ministerului de Externe vienez că secretarul Jean P. Carp i-a adus la cunoștință, din partea Guvernului României, că din partea Comitetului Național Român din Cernăuți a venit o cerere urgentă pentru o intervenție a Armatei României cu scop de protecție a românilor de acolo, terorizați fiind de către bolșevicii ucraineni și că guvernul român are în vedere o astfel de intervenție. Intrarea Armatei României în Bucovina, văzută ca efect al înțelegerii dintre Marghiloman și austrieci, a provocat însă protestele energice ale reprezentanților Antantei, aflați la Iași.
„Cu prăbușirea Puterilor Centrale, rolul lui Marghiloman se sfârșise. [...] Maurul își făcuse datoria; maurul trebuia să plece.”—Constantin Kirițescu în Istoria Războiului pentru întregirea României
Fiind o piedică în calea reintrării României în război de partea Aliaților, Guvernului Marghiloman a fost obligat să demisioneze la 24 octombrie/6 noiembrie 1918, tocmai în ziua în care grănicerii maiorului Anton Ionescu au trecut în zori, granița Bucovinei. Motivul invocat, pentru a i se cere demisia, a fost faptul că nu s-ar fi cerut încuviințarea celorlalți aliați din Antantă. La puterea a venit guvernul prezidat de generalul Coandă.
| Ordinul dat în după-amiaza zilei de 23 octombrie/5 noiembrie 1918 de către Ministrul de Război al Guvernului României, generalul Constantin Hârjeu, Diviziei 8 Infanterie |
| --- |
| Populația română din Bucovina fiind amenințată de bande bolșevice, guvernul a hotărât azi a da ajutorul necesar. Pentru aceasta ordon: 1. Generalul Zadik Iacob, Comandantul Diviziei a 8-a, având sub ordinele sale regimentele 16, 29, 37 infanterie, precum și toți grănicerii și jandarmii care se găsesc în prezent cu serviciul de pază pe frontiera Bucovinei, va ocupa fără întârziere Ițcanii și Suceava, iar de aici va întinde progresiv ocuparea până la Cernăuți inclusiv. 2. Se pun la dispoziție regimentele 3 și 8 roșiori, care urmează să sosească în curând în Burdujeni. În ceea ce privește artileria, generalul Zadik este autorizat a lua din regimentele Diviziei a 8-a, câte o baterie. 3. Se vor lua măsuri urgente pentru ca toate unitățile indicate să fie bine echipate și prevăzute cu șase zile hrană rezervă. 4. Generalul Zadik se va pune în legătură cu guvernul național din Bucovina. Ministrul de RăzboiGeneralul Hârjeu |

### Remobilizarea armatei
În circumstanțele noii situații militare din regiune, favorabilă României, dar și în contextul în care Armata României se confrunta cu mari lipsuri materiale, Înaltul Decret nr. 3179 din 27 octombrie/9 noiembrie 1918 a stabilit remobilizarea armatei, România declarând război Germaniei cu mai puțin de 24 de ore mai înainte de armistițiul de pe Fontul de Vest să intre în vigoare. După ce ostilitățile s-au încheiat oficial, trupele române au continuat însă remobilizarea.
Organizarea Diviziei 8 Infanterie la terminarea mobilizării era următoarea:
| - structura organică (efectiv format din 7743 militari, 2120 de cai, 70 de boi, 354 de trăsuri: - Comandant: generalul de brigadă Iacob Zadik - Cartierul diviziei - Statul Major: șef – locotenent-colonel Constantin B. Rovinaru - Escadronul de ștafete - Batalionul 8 Pionieri: comandant maior Constantin Turbatu, cu Compania de Poduri și Secția de Telegrafie - Batalionul de Jandarmi pedeștri - Brigada 15 Infanterie: comandant – colonel Gheorghe Liciu - Regimentul 13 Infanterie: comandant – colonel Petre Cănciulescu - Regimentul 25 Infanterie: comandant – locotenent-colonel Gherghe Diamandi - Brigada 16 Infanterie: comandant – colonel N. Samsonovici - Regimentul 29 Infanterie: comandant – colonel Dumitru Gheorghiu - Regimentul 37 Infanterie: comandant – colonel Victor Tomoroveanu - Regimentul 12 artilerie: comandant colonel Teodor Niculescu, cu Bateriile 1,2 și 3 - Bateria 4 din Regimentul 17 Obuziere - Secția de Ambulanțe Spitalicești - Brutăria - Secția Auto | - unități și subunități subordonate operativ: - Brigada 6 Roșiori (comandant – colonel Anton Lupașcu) cu Regimentele 3: comandant colonel Grigore Obedescu și 5 Roșiori: comandant locotenent-colonel Dumitru Poenaru - Grupul de Moto-mitraliere - Companiile 4, 5 și 6 Grăniceri - Detașamentul de Jandarmi Rurali - Secția T.F.F. - Detașamentul 1 Căi ferate, cu Companiile 1 și 3 Căi Ferate - Trenul sanitar Nr. 1 - Trenul baie Nr. 1 Alți comandanți la 1 noiembrie 1918: - Ofițeri de Stat-Major: maiori Matei Placă, Grigore Georgescu, Ioan Negulescu, căpitanul Constantin Șerbănescu, locotenentul Reus Eugen Mârzea - Șef Servicii: Geniu – maior Ioan Dumitrescu, Sanitar – medic colonel Mihail Gafencu, Veterinar – maior Constantin Nicolau, Intendență – colonel Vasile Popescu - Pretor: maior Ștefănescu Ioan |

Comandamentele și marile unități au trebuit să execute acțiuni de luptă de o importanță semnificativă. În conjunctura creată, autoritățile române au acționat astfel simultan sau succesiv atât în Basarabia, cât și în Bucovina și Transilvania, grupările de forțe înaintând atât spre vest, cât și spre nord și sud. Deși dispersate din ce în ce mai mult pe măsura înaintării, trupele române, aflate sub conducerea strategică a Marelui Cartier General, au reușit să asigure îndeplinirea scopurilor politice stabilite și a cerințelor Consiliului Militar Interaliat de la Paris. A fost asigurată atât retragerea Armatei Mackensen și restabilirea suveranității naționale în teritoriul ocupat, cât și ocuparea Transilvaniei și a regiunilor adiacente promise prin Tratatul de alianță dintre România și Antanta din 1916, precum și apărarea teritoriului național, restabilirea ordinii în Bucovina și apărarea populației din Transilvania, Maramureș și Crișana.

## Preludiul

### Dispunerea inițială a trupelor române

Extinderea teritoriului ocupat de către Puterile Centrale în nordul Moldovei Occidentale și Basarabiei, după tratatele de la Brest-Litovsk și București

La momentul primirii ordinului de acțiune în Bucovina, dispunerea unităților Diviziei 8 Infanterie era următoarea:
- Regimentele 29 și 37 Infanterie din compunerea Brigăzii 16 Infanterie se aflau la Botoșani și respectiv, Dorohoi[62]
- Regimentele 13 și 25 Infanterie din compunerea Brigăzii 15 Infanterie se aflau la Iași și respectiv, la Vaslui[62]
- Brigada 8 Artilerie se afla la Bacău[62]

Pe teritoriul județelor Botoșani, Dorohoi si Suceava se aflau, de asemenea, subunități de grăniceri, jandarmi și cavalerie. În ce privește unitățile de grăniceri, la frontieră în zona limitrofă Bucovinei erau dislocate subunități ale Regimentului 3 Grăniceri Botoșani:
- Compania 4 Grăniceri Dorohoi din Batalionul I Edineț
- Compania 5 Grăniceri Burdujeni din Batalionul II Fălticeni
- Compania 6 Grăniceri Fălticeni din Batalionul II Fălticeni

În contact la stânga cu Compania 6 Grăniceri se afla începând de la Gura Haitii Compania 7 Grăniceri Piatra Neamț, iar la dreapta în contact cu Compania 4 Grăniceri Dorohoi se afla Compania 3 Grăniceri Hotin.

### Pregătirile
Ordinul Nr. 1 al Ministerului de Război a stabilit ca forțele din compunerea Diviziei 8 Infanterie, împreună cu subunitățile de jandarmi și de grăniceri aflate în subordine, să ocupe „fără întârziere” Ițcanii (Itzkany) și Suceava (Suczawa), urmând ca apoi ocupația Bucovinei să fie extinsă progresiv, inclusiv până la Cernăuți. Unitățile destinate acțiunii care urma să aibă loc trebuiau să fie bine echipate și să aibă asigurată hrana pentru 6 zile, iar pentru a asigura reușita acțiunii, comandantul diviziei trebuia să ia legătura cu Consiliul Național Român din Bucovina.
Odată ordinul primit, unitățile diviziei au început să se pregătească în vederea intrării în acțiune, deși acestea se găseau în garnizoanele de reședință și majoritatea efectivelor erau răspândite în județele Botoșani și Dorohoi, executând munci agricole și rechiziții.
Conform istoricului Constantin Kirițescu, „în două zile divizia a fost pusă pe picior de război cu oamenii ce s-au putut strânge la repezeală. Cu mari străduințe s-au putut înjgheba trei detașamente [...]. Peste tot, efectivul diviziei nu trecea de 3000 de oameni, subțire îmbrăcați, slab aprovizionați, dar cu sufletul înălțat de misiunea istorică ce li se încredințase.”
Pentru a atinge scopul propus, divizia urma să beneficieze de sprijinul:
- Regimentelor 3 și 8 Roșiori (care trebuiau să sosească la Burdujeni)[63]
- Regimentului 16 Infanterie din Divizia 7 Infanterie,[61] aflat la Fălticeni[62]
- a două baterii de artilerie din Regimentul 12 Artilerie și o a unei baterii de artilerie din Regimentul 17 Obuziere[61]
- subunităților din județele Botoșani, Dorohoi si Suceava ale Regimentului 3 Grăniceri[61]
- subunităților jandarmeriei rurale din județele Botoșani, Dorohoi si Suceava[61]
- unei companii de căi ferate[61]
- unei secții de telegrafie[61]
- unui grup de motomitraliere.[61]

### Planul de operațiuni
La 24 octombrie/6 noiembrie 1918, generalul Zadik a ordonat intrarea trupelor aflate în subordine, în Bucovina. Cu acest scop, a fost constituită gruparea de forțeTrupele Regale Române din Bucovina, cu un efectiv estimat de 3.000 de militari. Gruparea respectivă a fost divizată în 3 detașamente:
| Imagine indisponibilă                                                   |  | Imagine indisponibilă                                              |
| Generalul Constantin Neculcea, aflat la comanda Brigăzii 14 Infanterie. |  | Generalul Aristide Lecca, aflat la comanda Brigăzii 16 Infanterie. |

- Detașamentul Dorohoi: comandat de colonelul Dumitru Gheorghiu, aflat în fruntea Regimentului 29 Infanterie. Alături de regiment se aflau[61] Compania de Grăniceri Dorohoi[66] și jandarmii rurali[61] din Județul Dorohoi, o parte a Regimentului 8 Roșiori, o baterie de artilerie[65] din Regimentul 17 Obuziere[66] și un grup de motomitraliere. Misiunea inițială de detașamentului era reprezentată de ocuparea localității Siret (Sereth).[65]
- Detașamentul Botoșani: comandat de colonel Victor Tomoroveanu, aflat în fruntea Regimentului 37 Infanterie. Alături de regiment se aflau grănicerii și jandarmii rurali din Județul Botoșani, o parte a Regimentului 8 Roșiori, o baterie de artilerie[65] din Regimentul 17 Obuziere[66] și un grup de motomitraliere. Detașamentul urma să înainteze până la Siret, unde ar fi urmat să aștepte noi ordine.[65]
- Detașamentul Fălticeni: comandat de colonelul Alex Rotaru, aflat în fruntea Regimentului 16 Infanterie. Alături de regiment se aflau grănicerii și jandarmii rurali din Județul Suceava, Regimentul 3 Roșiori, o baterie de artilerie[65] din Regimentul 12 Artilerie[66] și un grup de motomitraliere.  Misiunea inițială de detașamentului era reprezentată de ocuparea localităților Ițcani (Itzkany) și Suceava (Suczawa).[65]

Șeful de Stat  Major al diviziei era locotenent-colonelul Constantin Rovinaru, în timp ce șef al Biroului Operații era căpitanul C. Șerbănescu. Restul Brigăzii 16 Infanterie, comandată de către generalul Aristide Lecca și Brigada 14 Infanterie, condusă de generalul Constantin Neculcea urmau să constituie trupele aflate în rezervă. Coordonarea detașamentelor Dorohoi și Fălticeni urma să revină generalilor comandanți ai Brigăzilor 16 și 14 Infanterie, Aristide Lecca și respectiv, Constantin Neculcea.
Principala sarcină a militarilor urma să fie restabilirea ordinii în localități și apărarea populației. Trupele urmau a fi considerate ca fiind în campanie. De asemenea, unitățile urmau a se pune în legătură cu autoritățile comunale, iar comandanții români trebuiau să ia legătura cu cei austrieci, pentru a li se explica acestora rolul trupelor române, urmând ca orice provocare față de trupele austro-ungare să fie evitată. În cazul în care urmau a fi dislocate detașamente necesare unor diverse misiuni, acestea urmau să se întoarcă la unitățile de bază. Rechizițiile erau interzise, urmând ca orice se va obține să fie achitat cash.

## Intervenția trupelor române

### Trecerea graniței

Harta militară a Bucovinei în 1916

În noaptea de 23 spre 24 octombrie/5 spre 6 noiembrie 1918, la ora 5,30 dimineața, compania de grăniceri dislocată la Burdujeni și aflată sub conducerea maiorului Anton Ionescu, a înaintat și a ocupat Ițcani (Itzkany) și Suceava (Scuzawa) cu un pluton de 48 de grăniceri, în timp ce au cântat Pe-al nostru steag e scris Unire. Spre Suceava au primit ordin de la maiorul Ionescu să înainteze concentric și plutoanele de grăniceri de la Bunești și de la Verești, aflate sub comanda locotenenților Alexandrescu și respectiv, Borș. Ajungând în oraș, grănicerii au arborat tricolorul românesc pe turnul primăriei și au contribuit la restabilirea ordinii pe plan local, până la 25 octombrie/7 noiembrie. În același timp, compania de grăniceri de la Dorohoi a executat o recunoaștere spre Rădăuți (Radautz) (unde consiliul comunal și președintele consiliului național local au înmânat o cerere adresată guvernului român, prin care solicitau ajutorul armatei), în timp ce un detașament cu un efectiv de 200 de oameni, format din grăniceri, cavalerie și jandarmi rurali a ocupat venind dinspre Fălticeni, Gura Humorului (Gura Humora). Dinspre Broșteni, Compania 8 Grăniceri Târgu Ocna din Batalionul II Fălticeni a luat sub control teritoriul bucovinean limitrof, în timp ce din Vatra Dornei (germană Dorna Watra) a venit o cererea adresată guvernului român, din partea reprezentantului Consiliului Național Român din Cernăuți, ca trupele române să asigure protecția localității.
| “                                | Răspunzând la chemarea comitetului bucovinean, armata română, din Înaltul ordin al Majestății S. Regelui Ferdinand al României, a pășit pe pământul Marelui Voievod Ștefan, pentru a ocroti viața, avutul și libertățile locuitorilor de orice neam și credință, împotriva bandelor de criminali, care au început opera lor de distrugere în frumoasa voastră țară. Trecând hotarul pus între noi de o soartă vitregă acum o sută și mai bine de ani, hotar care n-a putut sa ne despartă niciodată și inimile, trupele române sosesc în mijlocul nostru aducându-vă dragostea și sprijinul lor, pentru libertatea înfăptuirii dorințelor născute din dreptul legitim al popoarelor, de a dispune de soarta lor. Stăpâniți de aceste sentimente și cu credință în sinceritatea cererii voastre de ajutor, invităm poporul bucovinean să nu se abată sub nici un motiv, de la viața și ocupațiunile sale normale. Subsemnatul garantează oricărui lucrător libera executare a drepturilor sale civice și fac cunoscut, în același timp, că se va reprima cu toată severitatea cuvenită orice încercare de dezordine, acte de violență sau nesupunere la ordonanțele date de noi. | ” |
| — Iacob Zadik, 24 octombrie 1918 | |   |

Cu scop preventiv, anterior pătrunderii trupelor române în Bucovina, avioane ale Armatei României au lansat asupra aglomerărilor urbane și rurale manifeste, semnate de către generalul Ioan Zadik. Prin intermediul acestora, populația a fost informată că Armata României intră în Bucovina la solicitarea Consiliului Național Român și că va ocroti viața, avutul, drepturile civice și libertățile locuitorilor, de orice neam și credință ar fi aceștia. De asemenea, populației i-a fost precizat că trupele vor sprijini înfăptuirea „dorințelor născute din dreptul legitim al popoarelor, de a dispune de soarta lor”. Alte precizări au stabilit că va fi reprimată sever orice încercare de dezordine, act de violență sau de nesupunere la ordonanțele militare, care, urmau să fie date. La răndul lor, trupelor, generalul li s-a adresat printr-un ordin de zi, prin care le-a informat de misiunea pe care o aveau, aceea de a proteja avutul și viața populației bucovinene.
În Suceava (Suczawa), maiorul Ionescu împreună cu profesorul Eusebie Popovici, primar al orașului, au conceput o proclamație adresată locuitorilor, pe care au tipărit-o în 300 de exemplare. Conform scriitorului Ion Filipciuc, spre diferență de proclamația dactilografiată, semnată de generalul Zadik și afișată după ora prânzului, care, afirma că trupele române urmau să constituie practic un scut de apărare al populației împotriva celor fără de lege, proclamația semnată de maiorul Ionescu era expresia unei acțiuni executate manu militari, decretând în mod practic desființarea graniței.

### Înaintarea spre Cernăuți
La 26 octombrie/8 noiembrie 1918, unitățile diviziei au declanșat acțiunea menită să le ducă în teritoriul austriac. Astfel, Detașamentul Dorohoi a avansat până la Mihăileni și Siret (Sereth), iar Detașamentul Botoșani până la Vârfu Câmpului, localități în care au înnoptat. În aceeași zi, Detașamentul Fălticeni a intrat în localitățile Ițcani (Itzkany) și Suceava (Suczawa), precum și în Câmpulung (Kimpolung), spre care se îndreptaseră două plutoane de grăniceri, aflate sub comanda locotenenților Brădățanu și Gologan. Din Câmpulung, o parte dintre militarii detașamentului de grăniceri s-au îndreptat mai apoi cu trenul, spre Vatra Dornei).
Pentru a-și coordona unitățile aflate în subordine, generalul Zadik s-a deplasat în ziua respectivă de la Botoșani la Burdujeni și a decis intensificarea efortului militar și concentrarea acestuia spre Cernăuți. Tot în aceeași zi, cele trei grupări de forțe ale diviziei au fost redenumite Dragoș (Detașamentul Dorohoi), Alexandru cel Bun (Detașamentul Botoșani) și Suceava (Detașamentul Fălticeni). Ajungând la primăria Sucevei, generalul Iacob Zadik l-a întâlnit acolo pe deputatul Aurel Oniciul, venit să-i comunice condițiile înțelegerii semnată de acesta cu ucrainenii și i-a propus acestuia să-i asigure transportul cu trenul până la Iași, spre a se prezenta guvernului.

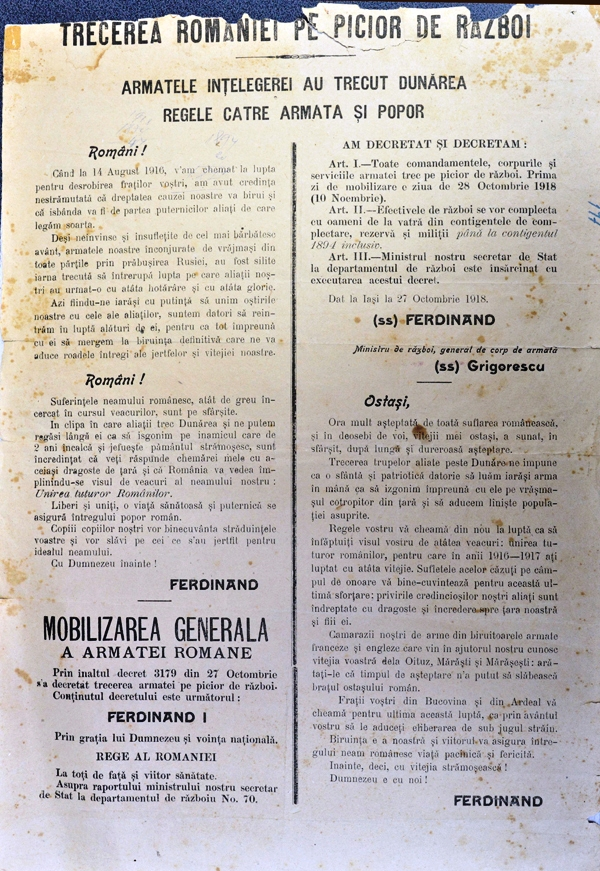
Proclamațiile către populație și armată din 27 octombrie/ 9 noiembrie 1918, semnate de regele Ferdinand I și Înaltul Decret No. 3179 privind remobilizarea armatei, contrasemnat de generalul Eremia Grigorescu.

La 27 octombrie/9 noiembrie 1918, un avion românesc a lansat asupra Cernăuților proclamația generalului Zadik. Reluându-și acțiunile în aceeași zi, detașamentele românești au ocupat Tărășeni (germană Terescheni, ucraineană Tarașanî, poloneză Taraszany) și Hliboca (germană Hliboka, ucraineană Hlîboka), iar în seara de 28 octombrie/10 noiembrie Ceahor (germană Czahor – Det. Dragoș), Cuciurul Mare (germană Kuczurmare, ucraineană Velîkîi Kuciuriv, poloneză Welykyj Kutschuriw – Det. Alexandru cel Bun) și Mihalcea (germană Mihalcze, ucraineană Mîhalcea), conform planificări, intrarea în Cernăuți urmând să se facă la 29 octombrie/11 noiembrie 1918. Detașamentul Dragoș urma să intre în oraș, Detașamentul Alexandru cel Bun urma să înainteze dincolo de Prut, pentru a asigura orașul dinspre nord, iar Detașamentul Suceava urma să rămână în rezervă, în sud-vestul localității. Concomitent cu înaintarea trupelor operative, teritoriul din spatele acestora a fost preluat sub control de către jandarmi și grăniceri, subunităților acestora stabilindu-li-se zone de responsabilitate. S-au luat, de asemenea, măsuri pentru restabilirea circulației căilor ferate regionale, cu predilecție a celei de pe comunicația Suceava-Cernăuți.
La 27 octombrie/9 noiembrie 1918 generalul Zadik a ajuns seara târziu cu un automobil la Tărășeni (Terescheni), așteptând aici proclamația regală, care, urma să legitimeze răspunsul dat, prin intermediul ajutorului militar, Consiliului Național Român din Bucovina.
După ce în ziua prevăzută, trupele au intrat în Cernăuți și au asigurat orașul conform planificării (Detașamentul Dragoș ocupând posturile și localul poliției din oraș, iar Detașamentul Alexandru cel Bun podurile de peste Prut situate la nord, precum și gările Jucica (germană Alt Zuczka) și Mahala, a doua zi (30 octombrie/12 noiembrie 1918) Marele Cartier General a dispus, prin Ordinul de Operații nr 166, continuarea înaintării până la frontierele de nord, est și vest ale provinciei, astfel încât toată Bucovina să intre sub controlul Armatei României. În ziua respectivă însă, unitățile românești au rămas temporar în același dispozitiv, pe poziții.
Primii militari români care au intrat în Cernăuți au fost cei ai patrulei de recunoaștere formată din locotenentul Traian Petrescu, sublocotenentul Nițescu și șase ostași. Orașul a fost împărțit în trei sectoare. În fiecare dintre acestea a operat o echipă formată dintr-un ofițer, un gradat și șapte soldați, care, au efectuat percheziții domiciliare pentru a ridica armele civililor.
Beneficiind de suportul trupelor române, Consiliul Național Român a preluat puterea efectivă în Bucovina la 11 noiembrie 1918, odată cu ocuparea orașului Cernăuți. La data de 15/28 noiembrie 1918, Congresul General al Bucovinei, boicotat de reprezentanții Radei ucrainene, a decis unirea Bucovinei cu România.
| Apelul din 12 noiembrie 1918 al Președintelui Consiliului Național al Bucovinei, Iancu Flondor, către poporul român |
| --- |
| Către Poporul Român Rezbelul mondial, lupta gigantică a dreptății și libertății în contra militarismului și imperialismului asupritor a dat naștere și libertății națiunilor subjugate. Romanii Bucovineni, folosindu-se și ei de dreptul suveranității noastre, recunoscut acum de toată lumea, au hotărât, în Constituanta lor din 27 octomvrie 1918, să stăpânească singuri țara lor Bucovina, sfântul lor pământ strămoșesc. Fostul guvern austriac s-a opus la această cerere îndreptățită, a cedat însă forței Rutenilor. Astfel a trecut puterea țării în mână Rutenilor și s-a dezlănțuit în urmă anarhie peste toată țara. În fața acestor împrejurări, Consiliul Național, reprezentanța legitimă a poporului român, a fost nevoit să recurgă la ajutorul fraților din Regat, cerând intervenția oastei românești. Maiestatea Sa Regele României, răspunzând la această cerere întemeiată, a dispus intrarea armatei în țară. Spre a restabili dreptatea și ordinea, Consiliul Național a luat în ziua de 10 noemvrie în seamă stăpânirea țării și va exercita puterea prin Guvernul său. Locuitorii acestei țări de altă naționalitate sunt provocați, chiar în interesul lor bineînțeles, să se supuie acestui guvern, care va ști să ia în considerare interesele lor firești. Cernăuți, la 12 noemvrie 1918. Președintele Consiliului Național(ss) Dr. Iancu Flondor |

### Avansul spre granițele Bucovinei

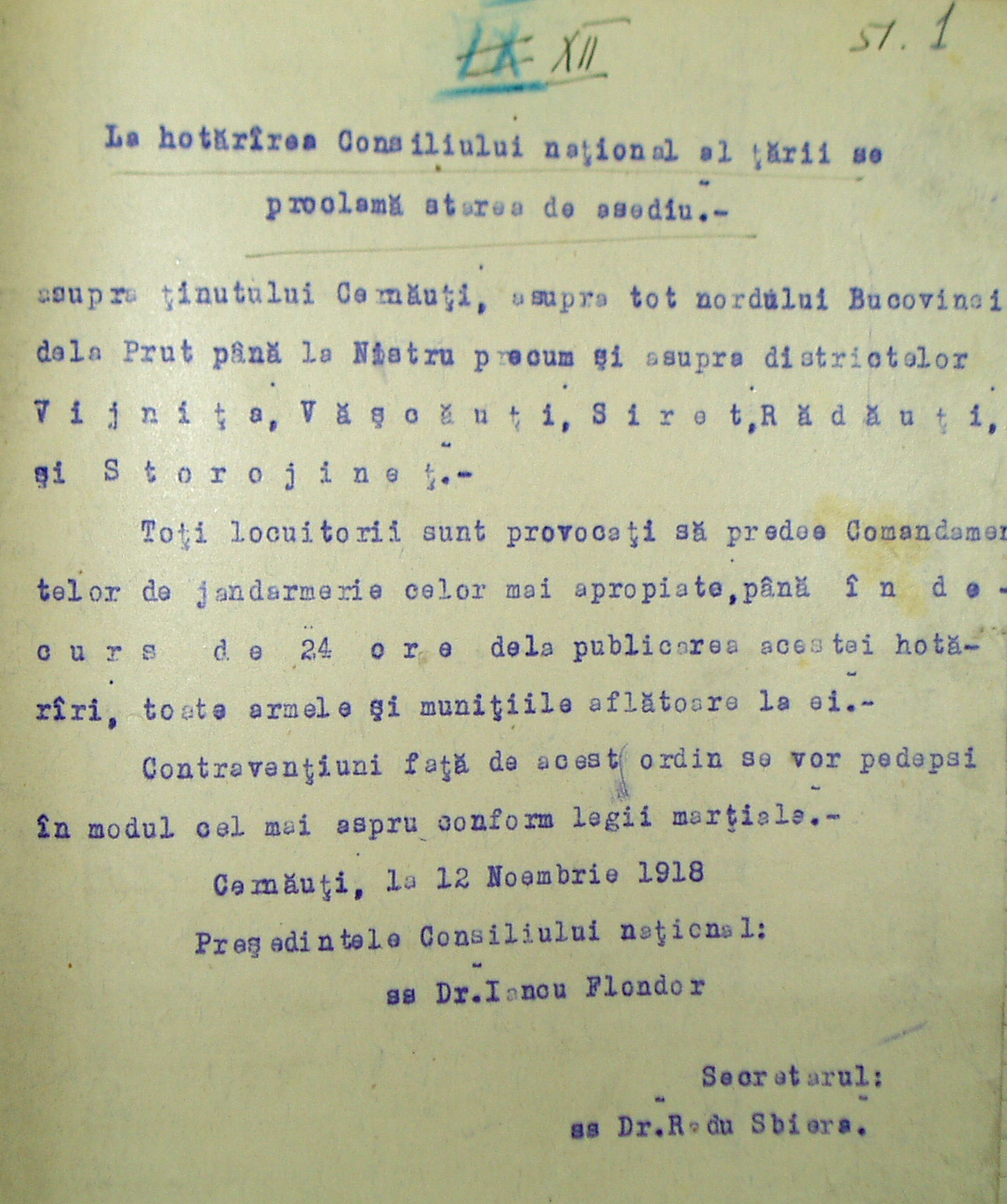
Hotărârea Consiliului Național Român de declarare a stării de asediu în Bucovina, 12 noiembrie 1918.

La 17 noiembrie 1918, într-o cuvântare ținută cu ocazia Adunării socialiștilor Bucovineni, Gheorghe Grigorovici a emis opinia că ocupația militară existentă menținea doar liniștea și ordinea.  Acesta a considerat Armata  României un avanpost al Antantei, deoarece încheierea armistițiului i-a dat dreptul și posibilitatea de a ocupa țările. Trupele române ar fi venit astfel, în Bucovina,  pentru a lupta împotriva unei anarhii care nu ar fi putut fi acceptată. 
Înaintarea a continuat cu detașamentele Suceava și Alexandru cel Bun. La 31 octombrie/13 noiembrie, plecată fiind în recunoaștere dinspre Cernăuți spre Mămăeștii Noi (germană Alt-Mamajestie, ucraineană Mamaiivți), o subunitate a Regimentului 37 Infanterie din Detașamentul Alexandru cel Bun a fost întâmpinată cu foc la est de satul Lujeni (germană Luschany, ucraineană Lujanî), de către trupe ucrainene. În lupta care a urmat, ucrainenii au pierdut 17 prizonieri, 6 mitraliere si alte câteva arme, subunitatea românească având un mort, 3 răniți și 4 dispăruți. Interogatoriul prizonierilor a furnizat informația precum că, trupele ucrainene luau cu ele în retragere civilii care erau în stare să poarte arme.
Până la 6/19 noiembrie 1918, grosul trupelor a ajuns la Șipeniț (germană Schipenitz, ucraineană Șîpînți), în timp ce elemente de recunoaștere ale acestora au ocupat aliniamentul Mahala, Sadagura (germană Sadagora), Cozmeni (germană Kotzmann, ucraineană Kițman, poloneză Kocman), Orășeni (germană Oroscheny, ucraineană Orșivți). Forțele celor două detașamente, la 6/19 noiembrie erau dispuse în următorul dispozitiv:
- Detașamentul Suceava se afla cu grosul forțelor la Șipeniț (Schipenitz), cu avangărzile trimise pe direcțiile Stara-Lașchiuca (germană Laschkowka, ucraineană Lașkivka) și Orășeni (Oroscheny) și posturi de observare instalate la podul de peste Prut de pe șoseaua Cozmeni (Kotzmann) – Hlinița (germană Hlînîțea, ucraineană Hlinitza), precum și pe granița vestică a Bucovinei, spre Sneatîn (germană Snjatyn, poloneză Śniatyn).
- Detașamentul Alexandru cel Bun se afla la podul peste Prut de pe Șoseaua Cernăuți – Sadagura, cu avangărzile trimise spre Mahala si Jucica

În acest timp, Detașamentul Dragoș a staționat la Cernăuți, în drum spre capitala Bucovinei aflându-se la 6/19 noiembrie circa 858 de oameni ai Regimentului 13 Infanterie, veniți de la Iași.  Odată ajunși, aceștia au fost transportați împreună cu o secție de artilerie până la Ștefănești (germană Stefanówka, poloneză Stepanivka) și la 9/22 noiembrie 1918 aceștia au ocupat mai întâi localitățile de pe frontiera de nord a Bucovinei între Crișceatec (Kryszczatek) și Cozuciovca (germană Kozuczówka, ucraineană Okopî), iar mai apoi s-au extins la est până la Prelipcea (germană Prelipcze, ucraineană Prîlîpce) și Vimușiv (germană Stefanówka, ucraineană Vîmușiv, poloneză Wymusziw). Până la 15/28 noiembrie, trupele Regimentului 13 Infanterie au extins zona de control spre interior, între Iurcăuți (germană Jurkoutz), ucraineană Iurkivți) și Chisălău (germană Kisseleu, ucraineană Kîseliv).
Venit de la Vaslui împreună cu o secție de artilerie, Regimentului 25 Infanterie a ajuns pe calea ferată de la Cernăuți la Cozmeni (Kotzmann), subunitățile sale intrând în acțiune succesiv, pe măsura sosirii acestora în bezirkul Coțmani (Kotzman) și în zona de frontieră din sectorul Șișcăuți (germană Schischkoutz, ucraineană Șîșkivți, poloneză Szyszkovce) – Orășeni (Oroscheny) pana la 10/23 noiembrie 1918. Unitatea a ocupat până la 14/27 noiembrie și alte localități din zona de frontieră de până la Vijnița (germană Wischnitza, ucraineană Vîjnîțea).
Restul bezirkului  Cernăuți (Czernowitz), aflat la nord de Prut, a fost ocupat până la date 11/24 noiembrie 1918 de către Regimentului 37 Infanterie, până la aliniamentul Rarancea (germană Rarancze, ucraineană Ridkivți) – Toporăuți (germană Toporoutz, ucraineană Toporivți) – Cernăuca (germană Czernawka, ucraineană Ciornivka) – Bosânceni (germană Bojanczuk), ucraineană Boianciuk, poloneză Boiancze). Practic, până în ziua în care s-a hotărât unirea Bucovinei cu România, întreaga provincie a ajuns sub controlul autorităților militare române.
La 12/25 noiembrie 1918, Regimentul 16 Infanterie a primit ordin de a reveni la Fălticeni, dată fiind participarea Diviziei 7 Infanterie la declanșarea operațiunilor în Transilvania.

### Controlul zonei interioare
În ședința din 12 noiembrie 1918 a Consiliului Național Român al Bucovinei, au fost transmise națiunilor din Ducat asigurări atât cu privire la drepturile lor, cât și în ce privește ordinea publică, aceasta urmând să fie respectată. De asemenea, s-au furnizat explicații privitoare la intervenția trupelor române, motivată prin cedarea către ucraineni a puterii guvernamentale de către austrieci. În aceeași zi, Iancu Flondor a instaurat starea de urgență în districtele Cernăuți (Czennovitz), Vijnița (Wiznitz), Vășcăuți (Waschkoutz am Czeremosch), Storojințeț (Storozynetz) și Rădăuți (Radautz) și pe toată suprafața dintre Prut și Nistru. Populația a fost somată să predea armele în 24 de ore.
La momentul 1918, restabilirea ordinii în Bucovina a depins de existența unei populații eterogene care, deținea o mare cantitate de armament și de existența pe teren a unor grupuri răzlețe de militari austro-ungari, situația în care se aflau trupele române fiind aceea a unui spațiu, în care, urmau să se confrunte cu suficiente elemente ostile. Cu acest scop, la 4/17 noiembrie 1918 generalul Zadik a emis Ordonanța Nr. 2, necesară „Pentru restabilirea, asigurarea și păstrarea ordinei pe întreg teritoriul Bucovinei în vechile sale granițe de către trupele Regale Române [...]” Conducerea  directă a acțiunilor de reinstaurare a ordinii a reprezentat sarcina comandanților de brigăzi, sub coordonarea punctului de comandă de la Cernăuți al diviziei.
Ordonanța a făcut referire la interzicerea purtării armelor și a uniformelor, precum și la predarea munițiilor și a echipamentului militar. Astfel, singurele care urmau să dețină și să poarte arme erau trupele române, exceptate fiind armele de vânătoare de valoare și armele vechi, precum și armele destinate apărării personale, necesare pădurarilor, paznicilor și gardienilor de la tribunalele penale, jandarmilor, polițiștilor și funcționarilor aflați în exercițiul funcțiunii. Păstrarea armelor urma să se facă exclusiv cu știrea și cu acordul comandanților militari de district sau al Comenduirii Cernăuți, predarea acestora (stipulată a se face în 24 de ore) și a munițiilor urmând să se facă la sediile locale ale Jandarmeriei și Poliției. Pe lângă echipamentele militare, s-a stipulat și obligația de predare a bunurilor și a rezervelor statului.
Uniformele urmau să fie purtate, cu excepția militarilor români, doar de jandarmi, polițiști și funcționari. 
De asemenea, au fost precizate sancțiuni și pedepse pentru nerespectarea dispozițiilor ordonanței, care urmau să fie aplicate de instanțele judiciare militare. Nerespectarea de către populație, a dispozițiilor emise, a determinat emiterea unei noi ordonanțe la 27 noiembrie/10 decembrie.

Cu excepția zonei orașului Cernăuți, căreia îi fusese atribuit Regimentului 29 Infanterie, asigurarea ordinii și liniștii, precum și dezarmarea populației au revenit în etapa inițială unităților de cavalerie, grănicerilor și jandarmilor aflați în structura Diviziei 8 Infanterie. Au fost create două sectoare: Sectorul I, compus din bezirkurile Suceava (Suczawa), Gura Humorului (Gurahumora) și Câmpulung (Kimpolung) a revenit Regimentului 3 Roșiori, precum și grănicerilor și jandarmilor din județul Suceava, iar Sectorul II, format din bezirkurile Siret (Sereth) și Rădăuți (Radautz),  a fost alocat Regimentului 8 Roșiori, precum și grănicerilor și jandarmilor din județul Botoșani. Responsabilitatea celor două sectoare a revenit comandanților Brigăzilor 15 și 16 Infanterie. În ce privește nordul Bucovinei, acesta a fost împărțit începând de la 8/21 noiembrie în alte trei sectoare, atribuite unor unități de infanterie, cărora, li s-a stabilit drept scop principal restabilirea ordinii și dezarmarea populației. Astfel, Regimentul 13 Infanterie a preluat bezirkul Zastavna (Zastawna), Regimentul 25 Infanterie bezirkurile Coțmani (Kotzman) și Vașcăuți (Waschkoutz am Czeremosch), iar Regimentul 37 Infanterie bezirkul Cernăuți (Czernowitz).
La 24 noiembrie, în Glasul Bucovinei a apărut știrea că trupele române reușiseră să ocupe întreaga provincie. 
La 12/25 noiembrie1918, Batalionul II Grăniceri a fost relocat la Cernăuți, conform unui alt ordin din 9/22 noiembrie 1918, companiile 4 Dorohoi, 5 Burdujeni și 6 Fălticeni fiind dislocate la frontiera dintre Bucovina și Galiția între Nistru și Ceremuș, în următorul dispozitiv:
- Compania 4 Grăniceri la Zastavna (germană Zastawna), având sector de la Balamutca (ucraineană Balamutivka, Balamatovka) – unde se lega de Compania 3 Grăniceri, până la Clivești (germană Kliwestie, ucraineană Hlivîșce), cu plutoanele dislocate la Ocna (ucraineană Vikno, germană Okna) – Plutonul 1, Crișceatec (ucraineană Hreșceatîk, germană Kryszczatek) – Plutonul 2, Doroșăuți (germană Doroschoutz, ucraineană Doroșivți, poloneză Doroszóuc) – Plutonul 3.
- Compania 5 Grăniceri la Orășeni, având sector de la Clivești până la Gura Putilei (ucraineană Ust-Putîla, germană Uscie Putilla), cu plutoanele dislocate la Orășeni – Plutonul 1, Vășcăuți (germană Waschkautz, poloneză Waszkowce) – Plutonul 2, Vijnița (Wischnitza) – Plutonul 3.
- Compania 6 Grăniceri la Seletin (ucraineană Seleatîn, germană Seletin), având sector de la Gura Putilei până la Zupania, cu plutoanele dislocate la Dihtineț (ucraineană Dîhtîneț, germană Dichtenitz) – Plutonul 1, Seletin – Plutonul 2 și Iacobeni (germană Jakobeny)) – Plutonul 3.

Ultima decadă a lunii noiembrie a fost una, în care situația în provincie era departe de a se normaliza, date fiind atât elementele ostile și turbulente cât și grupurile înarmate ucrainene din interiorul acesteia, cu rol destabilizator.

## Administrarea noii provincii
Măsurile ferm luate au redus abaterile, infracțiunuile și abzuzurile și au determinat crearea unei stări de siguranță în populație, contribuind la intrarea vieții în normalitate.

### Organizarea jandarmeriei
Procesul de transfer al autorității de la Jandarmeria Cezaro-Crăiască⁠(de)[traduceți] la Jandarmeria Regală românească a fost unul complex și consolidarea autorității noii structuri în provincie a durat, ca efect al necesității rezolvării problemelor generate de modul, în care, austriecii își concepuseră sistemul de asigurare a ordinii interne în imperiu și respectiv, în Bucovina.
La 24 noiembrie/7decembrie 1918, Comandamentul Diviziei 8 Infanterie a început procesul destinat organizării Jandarmeriei, aceasta fiind destinată să asigure ordinea în comunele urbane și rurale. Bărbații selecționați de la nivel local, din rândul ofițerilor și străjerilor, urmau să constituie baza noii structuri. După ce inițial a fost numit în fruntea acesteia locotenentul Dan Radu, la 27 noiembrie/10 decembrie 1918 funcția a fost preluată de către locotenent-colonelul Alexandru Carapeț, noua structură urmând să se numească Comandamentul Superior al Jandarmeriei în Bucovina, în acord cu opinia lui Iancu Flondor, susținător al autonomiei provinciale. Adjunct al lui Carapeț a fost numit locotenentul Ștefan Văcăreanu. S-a adoptat o organizare districtuală, în subordinea noii structuri intrând următoarele comandamente districtuale (la denumirea lor fiind folosită sintagma „Comandament Jandarmi Districtual Nr.”): 1 – Cernăuți (Czernowitz), 2 – Rădăuți (Radautz), 3 – Suceava (Suczawa), 4 – Câmpulung (Kimpolung), 5 – Vijința (Wischnitza), 6 – Coțmani (Kitzman), 7 – Zastavna (Zastawna), 8 – Vășcăuți (Waschkoutz am Czeremosch), 9 – Gura Humurului (Gura Humora), 10 – Siret (Sereth), 11 – Storojineț (Storozynetz), 12 – Seletin, 13 – Vatra Dornei (Dorna Watra).
Organizarea propriu-zisă a Jandarmeriei, care a durat până în primăvara anului 1919, a depins de către comandanții de sector, respectiv de cei ai Brigăzilor 15 și 16 Infanterie și de cei ai Regimentelor 13, 25, 29 și 37 Infanterie. La finalul acestui proces, la data de 1 mai 1919, prin Înaltul Decret nr 1635/1919 a fost înființat Batalionul de Jandarmi „Moldova”, destinat serviciului de poliție „pe întreg teritoriul Bucovinei ce s-a unit cu România”. În compunerea acestuia au intrat patru companii teritoriale, sediile acestora fiind Storojineț, Cernăuți, Câmpulung Moldovenesc și Rădăuți. Structura a fost completată de o companie depozit, în subordinea batalionului intrând 25 de secții si 206 posturi de jandarmi, care, urmau să-și desfășoare activitatea în conformitate cu prevederile Decretului Lege nr.3276 din 5 noiembrie 1918 pentru organizarea Jandarmeriei. Efectivul total al subunității a fost stabilit la 21 de ofițeri si 1.258 de jandarmi. Conform prevederilor legale, comandanții de companii, plutoane, secții și posturi trebuiau să fie la dispoziția prefecților de județe pentru a executa ordinele acestora, în ce privește ordinea și siguranța publică, precum și executarea legilor. Batalionul a fost considerat un „Corp aparte" și a depins direct de Comandamentul Corpului de Jandarmi. Primul său comandant a fost maiorul Constantin Zeno Vasiliu. Procesul de înlocuire a jandarmeriei austriece, cu structura jandarmeriei române s-a finalizat în anul 1921.
În ce privește activitatea jandarmilor și grănicerilor bucovineni, perioada care a urmat a fost caracterizată de încălcări numeroase ale dispozițiilor legale civile și militare, precum și de activități de contrabandă. A fost instituit un control riguros al trenurilor pentru a fi împiedicată introducerea armelor în Bucovina, în special în stațiile feroviare din Nepolocăuți (germană Nepolokoutz), ucraineană Nepolokivți)), Babin (ucraineană Babîn, poloneză Babyn) și Noua Suliță (Nowosielitza). Astfel cum a fost consemnat de către comandanții militari, adunarea armelor de la populație a decurs anevoios, acțiunea respectivă fiind încă în curs de desfășurare la sfârșitul operațiilor de luare sub control a Bucovinei.
De asemenea, comandanții militari au trebuit să se ocupe de către restituirea de către făptuitori a obiectelor și materialelor însușite de către aceștia de la proprietarii de drept (statul sau persoanele fizice), în timpul tulburărilor care avuseseră loc în perioada de după disoluția statului austro-ungar.

### Sectorul economic
A fost de asemenea, necesară în ce privește problemele economice de care erau interesate armata și autoritățile civile, crearea unei structurii care să gestioneze economia provinciei, să stabilească ce resurse sunt disponibile și să asigure nevoie armatei și populației.
Cu acest scop au fost create mai multe servicii economice, unul central la Cernăuți format din intendentul șef la Diviziei 8 infanterie și secretarii de stat de la Departamentul internelor, industriei, comerțului, domeniilor, agriculturii și alimentării, precum și servicii similare teritoriale aferente la nivelul reședințelor județene. Fiecare dintre serviciile teritoriale a fost format din comandantul militar, prefectul și câte un proprietar sau comerciant din județele respective.
Măsurile care au fost luate au inclus și recuperarea bunurilor care aparținuseră statului sau persoanelor fizice, indisponibilizate în cursul devastărilor care avuseseră loc între momentul disoluției Armatei Austro-Ungare și intrarea trupelor române. Aceste activități au inclus de exemplu, în condițiile unor plângeri venite din partea locuitorilor referitoare la furturi, percheziții ale gospodăriilor pentru a se verifica dacă vitele, bunurile sau recoltele deținute se aflau sau nu în mod real, în proprietatea locuitorilor respectivi.
La 24 decembrie 1918/6 ianuarie 1919, prin Ordinul nr. 903, generalul Zadik a dispus desființarea Serviciului Economic, autoritatea comandanților militari, în ce privește chestiunile economice, fiind restrânsă doar la aprovizionarea unităților.

## Organizarea dispozitivului de apărare în Bucovina

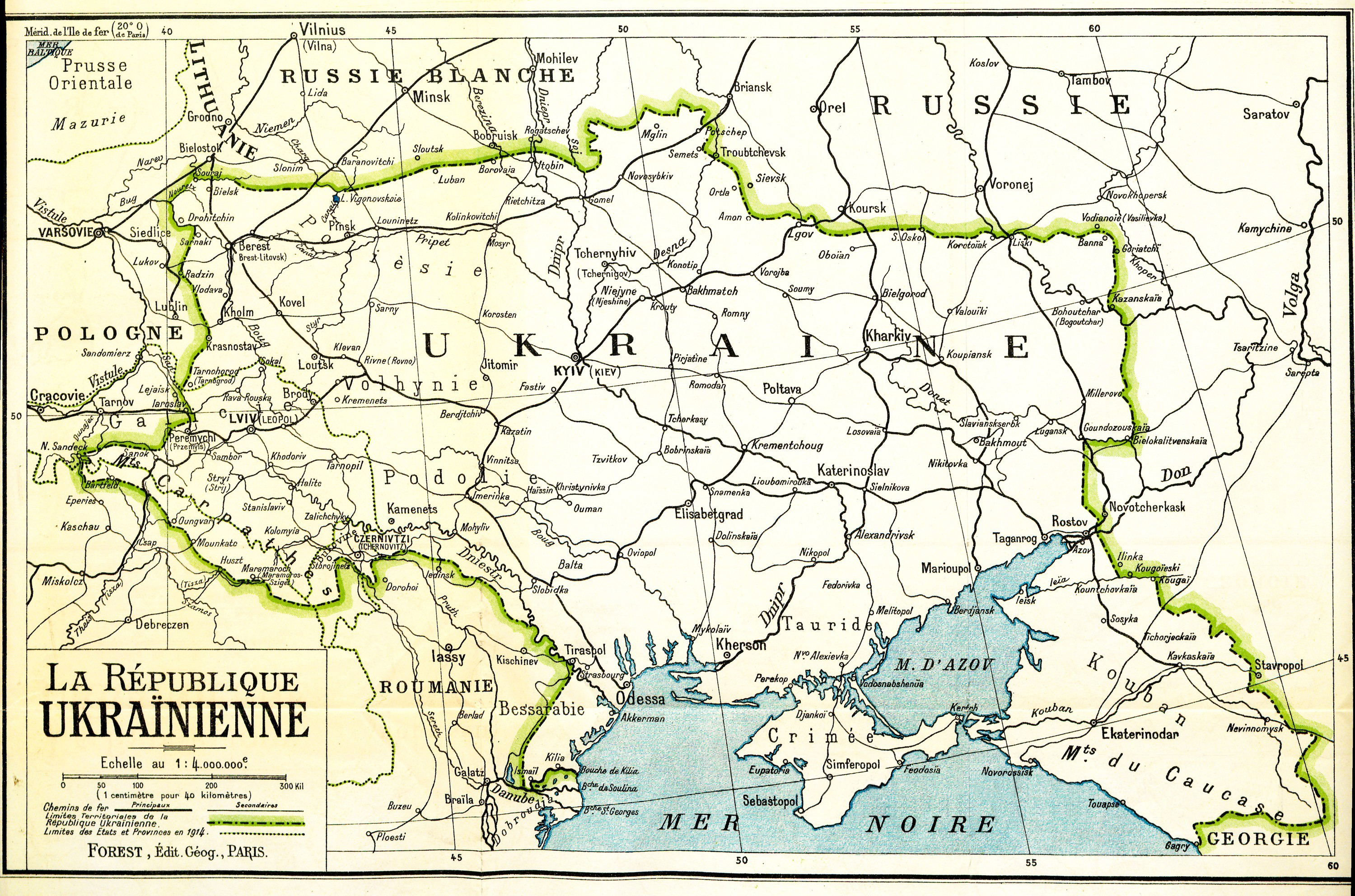
Aspirațiile teritoriale ale delegației ucrainene, prezentate la Conferința de Pace de la Paris din 1919.

### Premisele
La nord și est de Bucovina se aflau forțe ucrainene constituite sau în curs de organizare, într-un context în care ucrainenii revendicau fățiș nordul provinciei. Informațiile existente sugerau că în zona Colomeea (Kolomya) – Sneatîn (Snjatyn) se află două regimente de infanterie în curs de organizare, înafară de acestea existând bande izolate, concentrate în tot lungul frontierei cu zona ucraineană. În intenție, acestea forțe ar fi fost destinate luării în stăpânire a teritoriului până la Siret, pentru a se putea beneficia de avantajele politicii de fait accompli⁠(d), la momentul începerii tratativelor de pace. Acțiunile respectivelor forțe, considerate ca ostile, urmăreau și o eventuală radicalizare a ucrainenilor bucovineni.
Situația descrisă a impus elaborarea de către comandantul Diviziei 8 Infanterie a unui plan de apărare a frontierei de nord și est a Bucovinei, adecvat situației. Acest plan a fost structurat pe trei puncte, care au abordat ipotezele asupra unei invazii ucrainene, hotărârile comandamentului Diviziei 8 Infanterie în raport cu aceste ipoteze, precum și repartiția forțelor și misiunile pe care acestea urmau să le aibă.
Astfel, luând în considerație repartiția în apropierea frontierei a trupelor ucrainene și orientarea sistemului de comunicații spre Cernăuți, au fost luate în considerare următoarele ipoteze privind posibilele direcții de atac: a) Colomeea (Kolomya) – Sneatîn (Snjatyn) – Cernăuți, b) Horodenka – Zastavna (Zastawna) – Cozmeni (Kotzmann) – Cernauți c) Zalișciîkî (Zaleszczyki) – Cernauți d) din toate direcțiile spre Cernăuți. Urma în acest context să se reziste militar la frontierele provinciei, cu forțele concentrate la nord de râul Prut și să se ia inițiativa printr-o operație ofensivă pe direcția vest, având ca scop nimicirea inamicului și atingerea localităților Horodenka, Sneatîn (Snjatyn) și Zalișciîkî (Zaleszczyki), într-o primă etapă.

### Dispozitivul de apărare

#### Decembrie 1918-ianuarie 1919
Aflate în nordul provinciei și repartizate în sectoarele Zastavna (Regimentul 13 Infanterie), Coțmani și Vășcăuți (Regimentul 25 Infanterie) și Cernăuți (Regimentul 37 Infanterie), unităților respective li s-au trasat sarcini distincte în ce privește apărarea, în timp ce forțele aflate în zona central-sudică (Sectoarele I și II) urmau să-și păstreze misiunile stabilite anterior și dispunerea. În ce privește podurile de cale ferată, Batalionului 8 Pionieri i-a fost desemnată misiunea de a le distruge pe cele de la Zalișciîkî (Zaleszczyki) și Orășeni (Oroscheny). Realizarea dispozitivului stabilit s-a făcut în patru zile.
Concentrarea forțelor și misiunile primite au fost următoarele:
- Regimentul 13 Infanterie, care, avea  misiunea de a apăra frontiera nordică a Nistrului și pe cea vestică până la Chisălău (Kisseleu), inclusiv, urma să fie întărit de o companie de grăniceri și să beneficieze de sprijinul unei baterii de artilerie din Regimentul 17 Obuziere. Concentrarea sa trebuia să se facă în zona Ocna (Okna) – Vrânceni (Werenczanka) Ștefănești (Stefanówka) –  Borăuți (germană Boroutz, ucraineană Borivți, poloneză Boriwci).[96] Este de menționat că, dispunerea finală a forțelor a fost următoarea: un batalion și o baterie de obuziere la Ștefănești (Stefanówka), un batalion la Vrânceni (Werenczanka) și unul la Tăuteni (germană Toutry, ucraineană Tovtrî, poloneză Towtry), iar Compania 4 Grăniceri la Zastavna (Zastawna), cu posturile pe frontieră[97]
- Regimentul 25 Infanterie, care avea  misiunea de a apăra frontiera vestică de la Chisălău (Kisseleu) spre sud, urma să fie întărit de o companie de grăniceri și de grupul de motomitraliere, precum și de două baterii din Regimentul 12 Artilerie. Concentrarea sa trebuia să se facă în zona Clivești (Kliwestie) – Gavrilești (germană Hawrilestie, ucraineană Havrîlivți) – Orășeni (Oroscheny) – Nepolocăuți (Nepolokoutz), cu un batalion la Vășcăuți (Waschkoutz am Czeremosch) și Vijnița (Wischnitza). La final, dispunerea subunităților sale s-a făcut astfel: un batalion și o baterie de artilerie au fost dislocate la Gavrilești]] (Hawrilestie) și Ivăncăuți (germană Iwankoutz, ucraineană Ivankivți, poloneză Iwankiwci), un batalion, o baterie de artilerie și grupul de motomitraliere la Orășeni (Oroscheny), un batalion la Vășcăuți (Waschkoutz am Czeremosch) și Vijnița (Wischnitza), iar Compania 5 Grăniceri la Orășeni (Oroscheny), cu posturile pe frontieră[97]
- Regimentul 37 Infanterie, care, avea  misiunea de a forma rezerva diviziei trebuia să rămână în zona Șipeniț (Schipenitz) – Cozmeni (Kotzman).[96] Acesta și-a dislocat câte un batalion în fiecare dintre localitățile Șipeniț (Schipenitz), Cozmeni (Kotzman) și Lujeni (Luschany)[97]

- Regimentul 29 Infanterie, dislocat la Cernăuți, urma să asigure serviciul de garnizoană doar cu un singur batalion, celelalte două urmând ca, dacă li se ordonă, să fie în măsură să îndeplinească orice misiune li s-ar fi dat.

În același timp, comandamentul diviziei a hotărât să intensifice acțiunile care urmăreau menținerea ordinii și liniștii în zona de operații, avându-se însă în vedere însă că, misiunea prioritară urma să rămână respingerea atacurilor ucrainene, într-un context în care manifestările ostile și actele ilegale diminuaseră simțitor, în provincie. Au fost desemnați să exercite funcția de comandanți militari ai bezirkurilor ajutorii comandanților de regimente, care urmau să mențină ordinea, să exploateze economic teritoriul în beneficiul propriei unități și al populației, precum și să asigure adunarea, depozitarea și expedierea armelor strânse de la populația aflată în teritoriul de responsabilitate.
Comandamentele de sector au avut misiunea să organizeze și să mențină ordinea, dispunând suplimentar de trupele de cavalerie ale roșiorilor:
- Comandamentul Sectorului I Suceava a avut responsabilitatea districtelor Suceava (Suczawa), Gura Humorului (Gura Humora) și Câmpulung (Kimpolung), escadroanele[97] Regimentului 3 Roșiori[98]  fiind dispuse la Suceava, Hatna, Gura Humorului (Gura Humora) si Câmpulung (Kimpolung)[97]
- Comandamentul sectorului II Rădăuți a acut responsabilitatea districtelor Siret (Sereth), Radauți (Radautz)si Storojineț  (Storozynetz), escadroanele[97] Regimentului 8 Roșiori[98] fiind dislocate în cele trei localități de reședință ale bezirkurilor.[97]

Restul unităților Diviziei 8 Infanterie au fost dispuse la Cernăuți, mai puțin escadronul divizionar, care, a fost dislocat la Seletin.
În condițiile unor zvonuri referitoare la un posibil atac ucrainean asupra teritoriului bucovinean, la 14 decembrie 1918, într-o telegramă destinată Corpului IV Armată, generalul Constantin Prezan a precizat că nu exista un interes al României în ce privește atacarea statului ucrainean, dar că totuși s-au luat măsuri pentru mobilizarea Diviziei 4 Infanterie, destinată întăririi trupelor din Basarabia și din nordul Bucovinei.
Consolidarea pozițiilor ocupate, amenajarea genistică a liniilor de apărare precum și adoptarea unor măsuri pentru evitarea unui atac prin surprindere, din partea trupelor ucrainene au continuat pe tot parcursul lunii decembrie, alături de continuarea strângeri armelor de la populație și a restabilirii ordinii acolo unde a fost cazul, ori de instruirea marelui număr de rezerviști, care, completaseră trupele. Ziua de 6 decembrie (sărbătoarea Sfântului Nicolae) a fost folosită drept ocazie de a ridica moralul trupelor române și al populației, prin servicii religioase și permisii. În perioada sărbătorilor de iarnă activitățile militare au fost, în general, suspendate.
În perioada Revoltei de la Hotin, Batalionul 2 infanterie și Bateria 2 din Regimentul 12 artilerie au fost dislocate la 11/24 ianuarie 1919 la Toporăuți (germană Toporoutz, ucraineană Toporivți), pentru a împiedica un eventual atac din flanc și din spate al trupelor inamice spre Cernăuți și pentru a ajuta, la nevoie, trupele Diviziei 1 Cavalerie să respingă un eventual inamic spre Nistru. Până la sfârșitul lunii ianuarie 1919, respectiv până la restabilirea ordinii în teritoriul atribuit Diviziei 1 Cavalerie, unitățile diviziei au fost într-o permanentă stare de alarmă.
Având la dispoziție un efectiv total de 18.437 de militari, în Bucovina, comandamentul Diviziei 8 Infanterie a fost în măsură să asigure ordinea în teritoriul încredințat.

#### Februarie – mai 1919
În luna februarie 1919 Simon Petliura, în calitate de conducător al Directoratului⁠(en)[traduceți] Republicii Populare Ucrainene, a exprimat deschis pretențiile ucrainenilor față de România. Printre altele, s-a adresat ucrainenilor basarabeni îndemnându-i la rezistență față de autoritățile române sau să fugă în Ucraina. În luna următoare, reprezentanții Republicii au protestat din nou împotriva a ceea ce ei au considerat a fi invadarea teritoriului ucrainean bucovinean, locuit de către o masă compactă de ruteni și care, ar fi trebuit în opinia lor să fuzioneze cu Ucraina independentă.
La 6/19 februarie 1919 a fost stabilit un nou aliniament de delimitare între Divizia 1 Cavalerie și Divizia 8 Infanterie: Ruhotin (ucraineană Ruhotîn, poloneză Ruchotyn) –  Grozinți (germană Grozincy, ucraineană Hrozînți) – Rachitna (poloneză Rokytne, ucraineană Rokîtne) – vechea frontieră dintre Basarabia și Bucovina, până la Prut. Până la sfârșitul lunii martie 1919 activitatea în zona de responsabilitate a diviziei a fost redusă. S-au executat doar dislocări și redislocări de subunități, precum și lucrări genistice, executarea fortificațiilor de campanie fiind limitată de lipsurile materiale.
Tot în luna februarie 1919, Batalionul 1 Infanterie ale Regimentului 29 Infanterie – dislocat la la Cristinesti (ucraineană Krestenți), Divizionul 4 Artilerie al Regimentului 17 Obuziere – dislocat la Dinăuți (ucraineană Dînivți, germană Dyniwzi) și Regimentul 1 Roșiori – dislocat la la Dorohoi au constituit noua rezervă a Corpului IV Armată.
Luna martie 1919 a fost o lună în care s-au înregistrat puține atacuri de provocare la granițe, intervalul fiind folosit cu organizarea, instrucția individuală sau simularea unor tactici de apărare, ori organizarea unor sesiuni educative pentru soldați, precum: „Bolșevismul și urmările lui”, „Demnitatea soldatului-cinstea soldatului”, ori „Felul cum trebuie să se poarte cu populația”.
În luna aprilie 1919, drept efect al operațiilor militare din Transilvania, s-au luat suplimentar doar măsuri temporare de apărare. Cu toate acestea, administrația militară română din Bucovina a început să mobilizeze forțele proprii la granița vestică a Republicii Ucrainene încă din prima parte a lunii aprilie 1919. Pe malul drept al Nistrului, astfel, încă din prima decadă a lunii unitățile militare române s-au aflat în stare de alertă maximă, oprind orice tentativă de trecere pe malul drept al acestuia, iar la sfârșitul lunii aprilie, noi trupe au sosit în zona Nepolocăuți (Nepolokoutz) – Berbești. De asemenea, la sfârșitul aceleiași luni noi unități de aviație au fost dislocate la periferia orașului Vijnița (Wyschnyzja), iar la 29 aprilie 1919, grănicerii au fost înlocuiți la frontieră de trupe de cavalerie.
La 1 mai 1919, prin Ordinul Nr. 35 al Marelui Cartier General, în Bucovina și Basarabia a fost stabilită o nouă grupare a forțelor. Planul de acțiune elaborat în baza noii dispuneri a forțelor, care, lăsau grupările operative în aceeași structură și modificau doar structura regimentelor și brigăzilor, a preluat majoritatea elementelor din planul anterior.

## Implicarea trupelor în acțiuni în afara Bucovinei
În timpul Revoltei de la Hotin, la ordinul comandantului Corpului IV Armată, Batalionul 1 infanterie al Regimentului 37 Infanterie a fost dislocat la Noua Suliță (Nowosielitza), pentru a veni în sprijinul Brigăzii 1 Roșiori a Diviziei 1 Cavalerie.
Pentru mai multe detalii, vedeți Revolta de la Hotin.
La 2 ianuarie 1919, într-o comunicare făcută guvernelor polonez și cehoslovac, Ion I. C. Brătianu și-a precizat, pe lângă intenția de stabili relații politice și economice solide cu acestea, pe cea privitoare stabilirea unor frontiere permanente (comune) stabile, punctând ceea, ce din punctul său de vedere reprezenta o urgență, anume punerea în practică a unei joncțiuni româno-poloneze, pe teren, pe o linie care, pornind din Rutenia Subcarpatică, ajungea în Pocuția (Aliniamentul Muncaci).
Prin Ordinul nr. 1195 din 22 mai 1919, Marele Cartier General român a dispus ca începând cu 23 mai 1919, Divizia 8 Infanterie să înainteze dincolo de granița Bucovinei între Nistru și munți. În aceeași zi, comandamentul Grupului de Divizii „General Petala a prevăzut, prin Ordinul de operații nr. 8 ca din rezerva grupului de divizii, Regimentul 8 Vânători și Bateria 3 din Regimentul 12 Artilerie să fie puse la dispoziția Diviziei 8 Infanterie, pentru a-și putea aceasta îndeplini misiunea. Datorită dispersării trupelor Diviziei 8 Infanterie în toată Bucovina, debutul acțiunii a fost amânat pentru data de 24 mai 1919.
Pentru mai multe detalii, vedeți Intervenția Armatei României în Pocuția în 1919.
În dimineața zilei de 24 mai 1919, la ora 04.30, unitățile române și-au început înaintarea în Pocuția, precedate de zboruri de recunoaștere ale aviației române.

## Epilog

### Situația politică
Prăbușirea imperiilor Austro-Ungar și Rus a venit atât de neașteptat, încât elitele politico-administrative ale României s-au văzut puse în situația suprasolicitantă de a asigura noile provincii prin forță militară, de a obține recunoașterea internațională a frontierelor la Conferința de Pace de la Paris și de a preveni simultan tulburările revoluționare, care, se prefigurau pe plan intern.
România a întrerupt constituirea structurii statale ucrainene pe teritoriul bucovinean, ocupând militar teritoriul până la Prut doar cu un contingent inițial restrâns de trupe (3.000 de oameni și 24 de tunuri).
Presa românească din Bucovina a încercat în primul deceniu de după unire să realizeze o narațiune istorică unitară, care, să rămână în memoria colectivă. Coordonatele acestei narațiuni, exprimată în stil festivist, au avut ca repere crearea Constituantei Bucovinei, care a avut atât legitimitatea de a decide modalitatea prin care, să aducă pacea în teritoriu, cât și autodeterminarea și unirea Bucovinei cu România. De asemenea, potrivit presei, nesiguranța și tulburările produse de către trupele bolșevice au făcut necesară intervenția trupelor române. Au fost înfățișate și emulația, alături de entuziasmul populației, precum și efortul militarilor români de a alunga bandele bolșevice și de menține ordinea, aducând pacificarea provinciei.
Din punctul de vedere al contemporanilor epocii, „chestiunea ucraineană” a devenit în perioada interbelică un factor destabilizator recunoscut, în politica cercurilor conducătoare ale României. Forța opoziției exprimată de ucraineni a devenit astfel, un detonator al schimbărilor de după Marele Război, în întreaga Românie.

### Situația etnică
Până în ultima jumătate a anului 1918 a existat un echilibru etnic în Bucovina, între comunitățile română și ucraineană ale provinciei, care, conviețuiseră în granițele statelor respective mai mult de un secol. Confruntările politice și parțial armate româno-ucrainene din anii 1917-1918 din Basarabia și Bucovina, care, au avut loc în contextul dispariției celor 2 imperii, au marcat profund în perioada interbelică evoluția relațiilor intercomunitare din epoca respectivă și au determinat apariția unei neîncrederi reciproce, manifestată constant în timpul dintre cele două războaie mondiale.
Disensiunile manifestate atât în Parlamentul din Cisleithania cât și la nivelul teritoriului bucovinean au condiționat în mod definitiv, comportamentul Regatului României față de statul ucrainean.
Conform istoricului ucrainean Stepan Vidnyansky⁠(uk)[traduceți], intervenția militară română a reprezentat un act de agresiune, care, a împiedicat fructificarea legitimă a dreptului la autodeterminare națională a ucrainenilor bucovineni și unificarea poporului ucrainean, conform voinței exprimate de către adunarea națională ucraineană din Cernăuți din 3 noiembrie 1918. Conform viziunii respectivului autor, România a încălcat suveranitatea teritorială a Republicii Populare a Ucrainei Occidentale, ocupându-i acesteia o parte integrantă, anume Bucovina de Nord.
Angajat în defensiva împotriva trupelor poloneze, guvernul Ucrainei de Vest nu a putut să se opună, ceea ce a fost și atitudinea guvernului Hatmanului ucrainean, care, își trăia ultimele zile într-o Ucraină sfâșiat de bolșevici și de Armata Albă.
La data de 15/28 noiembrie 1918, Congresul General al Bucovinei, boicotat de reprezentanții Radei ucrainene, a decis unirea Bucovinei cu România. Ucrainenii, care, trăiau preponderent în nordul Bucovinei, au fost înglobați între granițele României ca urmare a Conferinței de Pace de la Paris din 1919, alături de cei din nordul și din sudul Basarabiei, precum și de cei din Maramureș (maghiară Máramaros vármegye), Sătmar (maghiară Szatmár vármegye) și Banat (maghiară Bánság). Aceasta s-a petrecut în contextul în care, în ce-i privește, ucrainenii bucovineni fuseseră spre diferență de cei din Basarabia, obișnuiți în fostul ducat cu un statut cel puțin egal cu al românilor. De asemenea, dezvoltaseră încă din timpul ultimelor decenii ale secolului al XIX-lea o puternică identitate națională și aveau afinități puternice cu ucrainenii din Galiția, considerată în acel secol motor al conștiinței și identității ucrainene.
Pierderea acestui teritoriu de către statul ucrainean a fost, conform opiniei istoricului ucrainean menționat mai sus, dependentă doar de circumstanțele politicii externe, în contextul în care Puterile Centrale au pierdut Primul Război Mondial și România, angrenată într-o politică expansionistă a putut revendica teritoriul și și-a putut apăra drepturile asupra acesteia, printr-o lungă bătălie diplomatică dusă la Paris.
De la bun început, cu excepția celor aparținând micii comunități din Banat, ucrainenii au respins integrarea în viața României Mari, iar eforturile de „reromânizare” a acestora au eșuat. Republica Sovietică Socialistă Ucraineană și Uniunea Sovietică nu au recunoscut ceea ce ele au considerat a fi anexarea unei regiuni, care, din punctul lor de vedere a aparținut nominal Republicii Populare a Ucrainei Occidentale. La rândul lor politicienii Mișcării Albe au recunoscut drepturile culturale și istorice ale României asupra acestui teritoriu, dar subliniind că era aproximativ egal populat de două popoare, au văzut drept soluție a problemei împărțirea regiunii după linii etnice, asociată cu acordarea reciprocă de drepturi acelor etnici care, s-ar fi regăsit într-un stat străin.